# Cittadella di Ancona
La Cittadella o Fortezza di Ancona è una grande opera militare rinascimentale, opera di Antonio da Sangallo il Giovane, uno dei padri del fronte bastionato all'italiana, ossia delle fortificazioni a prova di artiglieria. Sorge sulla cima del colle Astagno, in posizione panoramica, affacciata sulla città e sul porto. È parte del rione di Capodimonte. A livello giovanile era conosciuta con il nome di Casematte e quest'espressione è ancora attuale.
La Fortezza, che occupa un'area di 13.000 mq ed ha un perimetro di circa un chilometro, confina a sud-est con il Parco della Cittadella, che da essa prende il nome. Insieme all'adiacente campo trincerato, al bosco che la circonda e alle sottostanti rupi degli Archi e di Capodimonte, è tutelata come bene paesaggistico dalla regione Marche; l'edificio in sé è stato dichiarato "di notevole interesse pubblico" e "di particolare interesse storico e artistico".

## Descrizione

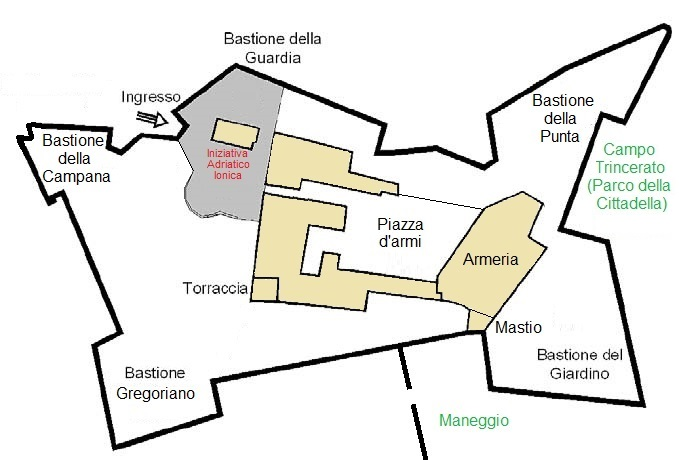
Mappa della Fortezza e denominazione dei cinque bastioni - in grigio l'area della sede del segretariato dell'Iniziativa Adriatico Ionica

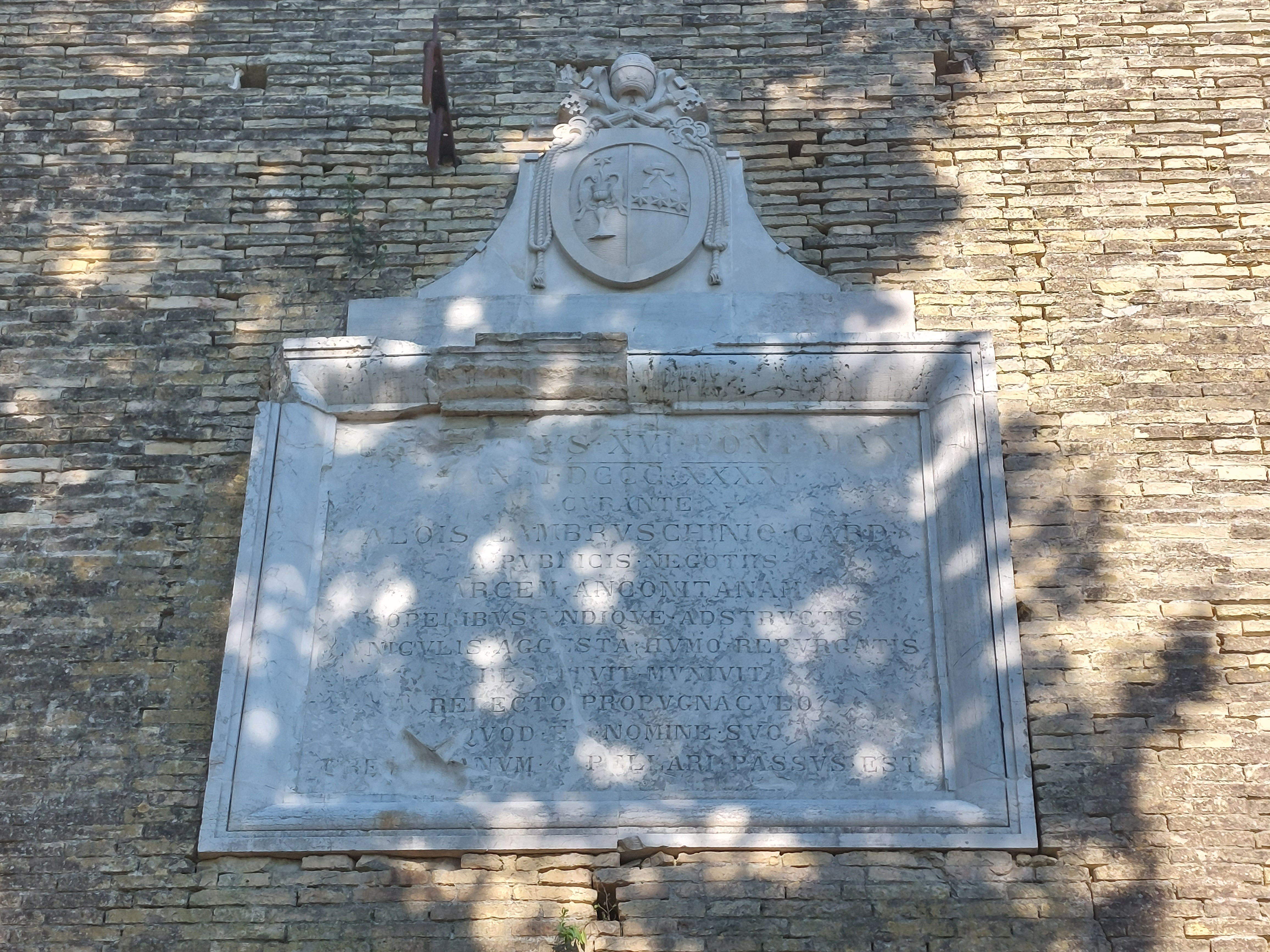
Il Bastione Gregoriano prende nome da papa Gregorio XVI che lo fece ricostruire nel 1841, come testimoniato dalla lapide posta sulla sua faccia occidentale, in cui compare la data ⅯⅮⅭⅭⅭⅩⅩⅩⅩⅠ (1841); sopra alla lapide, lo stemma papale.

La Fortezza di Ancona, situata sulla sommità del colle Astagno a 100 metri sul mare, ha la forma di una stella pentagonale, irregolare per adattarsi all'orografia del terreno. Questa forma ha una valenza simbolica: il numero 5 è collegato all'idea della mano e all'uomo vitruviano, ed è ricorrente nelle piante delle fortificazioni rinascimentali.

### I bastioni e le cortine
La Cittadella ha bastioni di struttura tipicamente sangallesca; essi sono cinque e hanno le denominazioni elencate di seguito, a partire dall'ingresso e procedendo in senso antiorario.
- Bastione della Campana. È diretto verso il porto ed era collegato da un tratto della cinta muraria cittadina alla Porta di Capodimonte, sino al XVIII secolo l'ingresso principale della città per chi proveniva da nord. Appena dopo la liberazione della città dall'occupazione nazista, per agevolare l'ingresso dei veicoli degli Alleati, vennero malauguratamente demoliti sia la porta, sia il tratto di mura in questione, di cui rimane però traccia dell'ammorsatura sulla faccia occidentale del bastione. Molto particolare è il saliente doppio, al cui centro si apre una troniera doppia; questa caratteristica è tipica della tipologia "a campana", da cui il bastione prende il proprio nome e che è stata ideata proprio da Antonio da Sangallo il Giovane[10].
- Bastione Gregoriano. Prende il nome dal papa che lo fece ricostruire: papa Gregorio XVI (1765 – 1846); l'intervento si era reso necessario perché l'opera era stata quasi completamente demolita per ordine del comando austriaco che occupava la città in epoca napoleonica. L'intervento di ricostruzione, su progetto dell'ing. Provinciali[11], terminò nel 1841, come si legge nella lapide ancor oggi visibile sulle mura, sovrastata dallo stemma del papa. Il bastione originario, di dimensioni più limitate, era denominato "Cavaliere a basso", e si contrapponeva nel nome al "Cavaliere ad alto", che si trovava all'interno della fortificazione, ad ovest della Torraccia.
- Bastione del Giardino. È il più grande e si spinge all'interno del campo trincerato, ora occupato dal Parco della Cittadella. L'aspetto delle mura di questo bastione è ancora quello originario della progettazione sangallesca[10]. A sud del bastione si trova il maneggio "Cavalieri della Cittadella".
- Bastione della Punta. La cinta muraria cittadina cinquecentesca lo collegava al Bastione di San Paolo, a Monte Cappuccini; è anch'esso opera di Antonio da Sangallo il Giovane. Nel XVII secolo assunse i nomi di "Barberino" (dal cognome di papa Urbano VIII, sotto il cui pontificato l'opera fu modificata allungandola[10]) e "Sant'Andrea".
- Bastione della Guardia. È diretto verso Piazza Grande (ora del Papa), piazza principale della città tra il XV e il XIX secolo; originariamente era denominato "Bastione della Gran Guardia". Sul suo fianco destro è situato l'ingresso alla Fortezza, originariamente raggiungibile attraverso un ponte levatoio; superato il portone, una larga scala sotterranea sale all'interno, uscendo all'aperto in corrispondenza dell'edificio del corpo di guardia, da cui il bastione prende il suo nome.
- Cortine. Sono rettilinee e prive di un nome specifico la cortina compresa tra i bastioni della Punta e del Giardino e la cortina tra i bastioni della Campana e Gregoriano. Quella che collega il Bastione del Giardino a quello Gregoriano è parimenti rettilinea ed è detta "cortina a scalone", a causa del suo andamento digradante verso ovest; su essa si innestano le mura del campo trincerato, al cui interno si estende oggi il Parco della Cittadella. Assai particolari, e segni distintivi della progettazione del Sangallo, sono invece la "cortina a forbice", compresa tra il Bastione della Campana e quello della Guardia, e la "cortina a tenaglia", tra il Bastione della Guardia e quello della Punta; esse derivano i loro nomi dal fatto di avere un andamento a doppio risvolto concavo-convesso, per evitare che dalle cannoniere si potessero effettuare tiri di reciproco danno[10]. Sulla cortina a scalone è installato un argano che era l'unico mezzo per trasportare materiali di vario tipo tra il campo trincerato e la Cittadella, dato che le due aree sono collegate solo dai cunicoli, di ampiezza limitata, e non da passaggi carrabili[12]

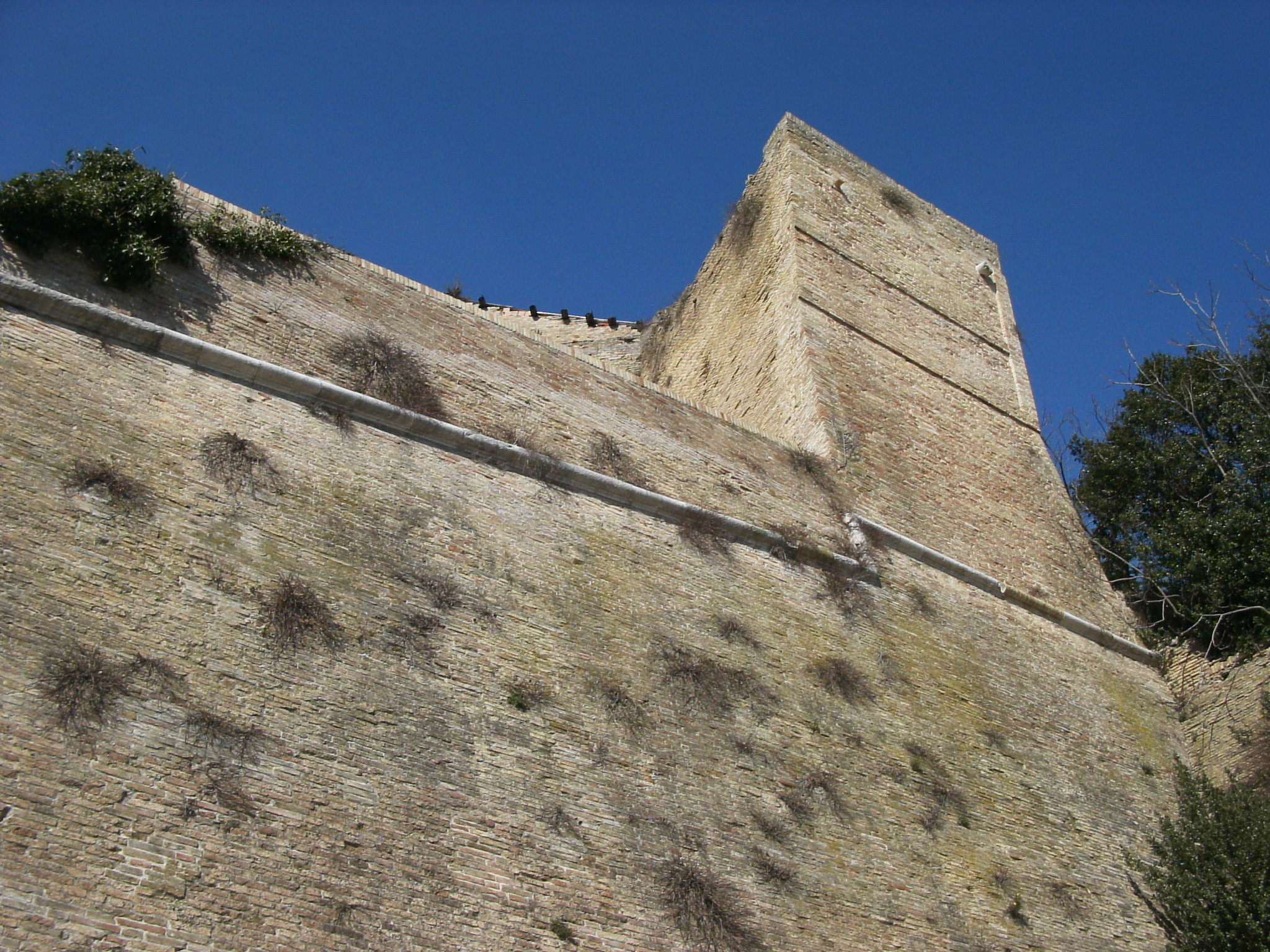
Il mastio visto dal maneggio del Parco della Cittadella

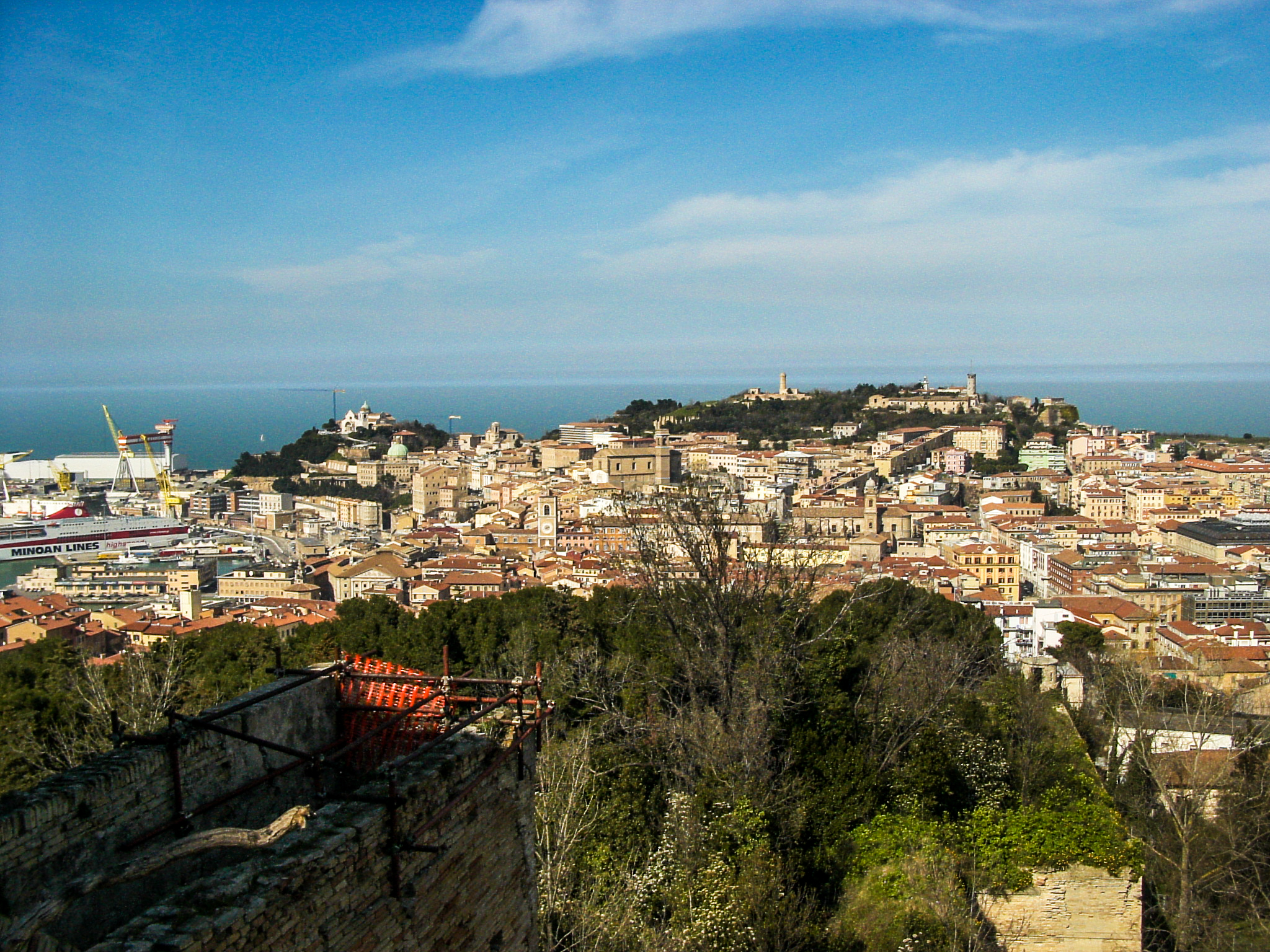
Panorama dall'armeria

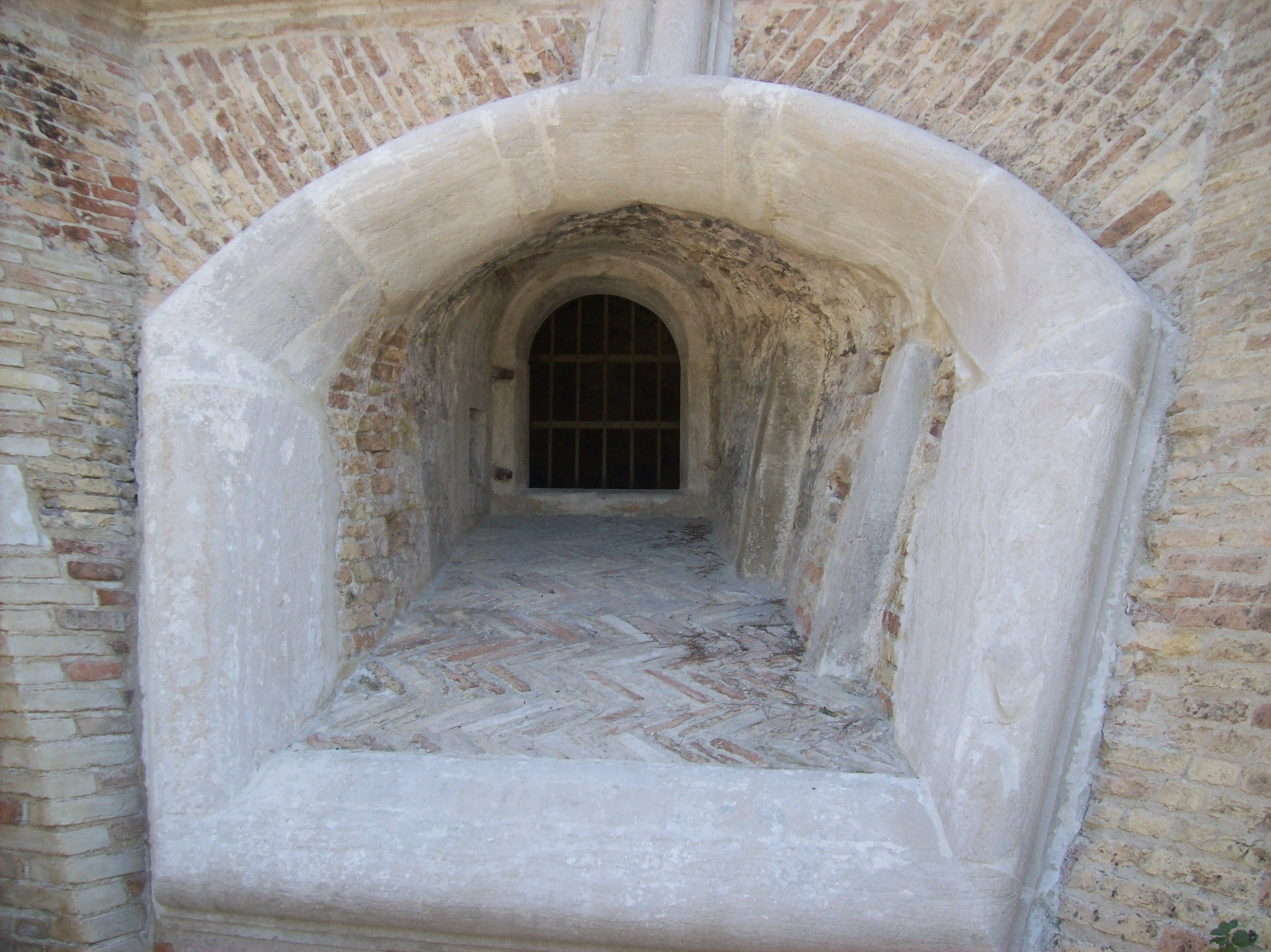
Una cannoniera

Alla base della cortina a tenaglia si apre l'accesso ad un pozzo profondo circa 100 m che, attraverso una scala a chiocciola metallica ormai completamente inservibile, scende sino alla base delle rupi degli Archi.

### L'area centrale
Al centro della Fortezza si apre la piazza d'armi, a pianta quadrangolare, con tre lati edificati e il quarto aperto verso un vasto panorama sul porto, sul colle del duomo e su quello del faro.
Nel settore sud-occidentale si erge la Torraccia (o Belvedere), su cui sorge il pennone della bandiera; da essa si domina un vastissimo panorama a 360 gradi sul golfo di Ancona, sul porto e sui rioni più antichi della città, sino alla periferia e a Monte Conero; in lontananza si vedono, verso sud-ovest, gli Appennini e, verso nord-ovest, il monte San Bartolo, nei pressi di Pesaro. Nel 1944, dopo la liberazione della città dall'occupazione nazista, in seguito alla battaglia di Ancona, sul pennone venne issata la bandiera della Polonia, ossia quella del II Corpo polacco, autore della liberazione insieme alle truppe del Corpo Italiano di Liberazione e ai partigiani della Brigata Maiella.
Nel punto d'innesto tra il Bastione del Giardino e la cortina a scalone, si erge il mastio, un tempo punto di massima altezza della fortificazione, originariamente coronato da merlature e troniere. Il mastio è collegato alla Torraccia da un'alta cortina marciaronda, sostenuta da archi a sesto acuto, resto delle precedenti fortificazioni medievali. Questa cortina forma il lato meridionale della piazza d'armi, raggiungibile dal marciaronda attraverso una lunga rampa.
Il mastio è affiancato dall'edificio dell'armeria, che si affaccia sul lato orientale della piazza d'armi e il cui aspetto originario era molto diverso da quello attuale: comprendeva solo due piani, la copertura era piana con postazioni di cannoni e la facciata verso la piazza d'armi era caratterizzata da un doppio loggiato ad arcate, che aveva lo scopo di rendere il prospetto verso la città armonico e monumentale. Il primo piano è tuttora caratterizzato da una notevole altezza delle due vaste sale laterali e del corridoio centrale; il secondo piano, molto più basso, si articola in vari ambienti, che originariamente erano celle di rigore. Le prime modifiche a questo edificio furono compiute nel periodo napoleonico, quando è stata realizzata la facciata a bugnato, chiudendo il loggiato ad archi. Inoltre, in epoca post-unitaria, è stato aggiunto un terzo piano, coperto da un tetto a doppio spiovente, dove è stata allocata un'imponente armeria, con 25 000 fucili, accolti da rastrelliere, ancora conservate. Dall'armeria è visibile un ampio panorama sul centro cittadino, che spazia dal porto al Duomo, al Faro, a Monte Cardeto. A volte è l'insieme della torre e dell'armeria adiacente ad essere denominato "mastio".
Sul lato occidentale della piazza d'armi si trova un edificio dove originariamente si trovava l'abitazione del comandante della fortificazione; nella prima metà dell'Ottocento, ancora in epoca pontificia, fu ampliato per accogliere anche vari magazzini e un carcere per i prigionieri politici.
All'interno della Fortezza, originariamente si trovava anche una chiesa ad uso delle truppe, localizzata a nord della Torraccia; fu demolita nella prima metà dell'Ottocento per ampliare il già citato edificio del comandante. Fu allora costruita, nelle adiacenze della cisterna delle acque piovane, una cappella a pianta rotonda per le funzioni religiose; anch'essa fu poi demolita; rimangono tracce dei muri perimetrali.

### I cunicoli

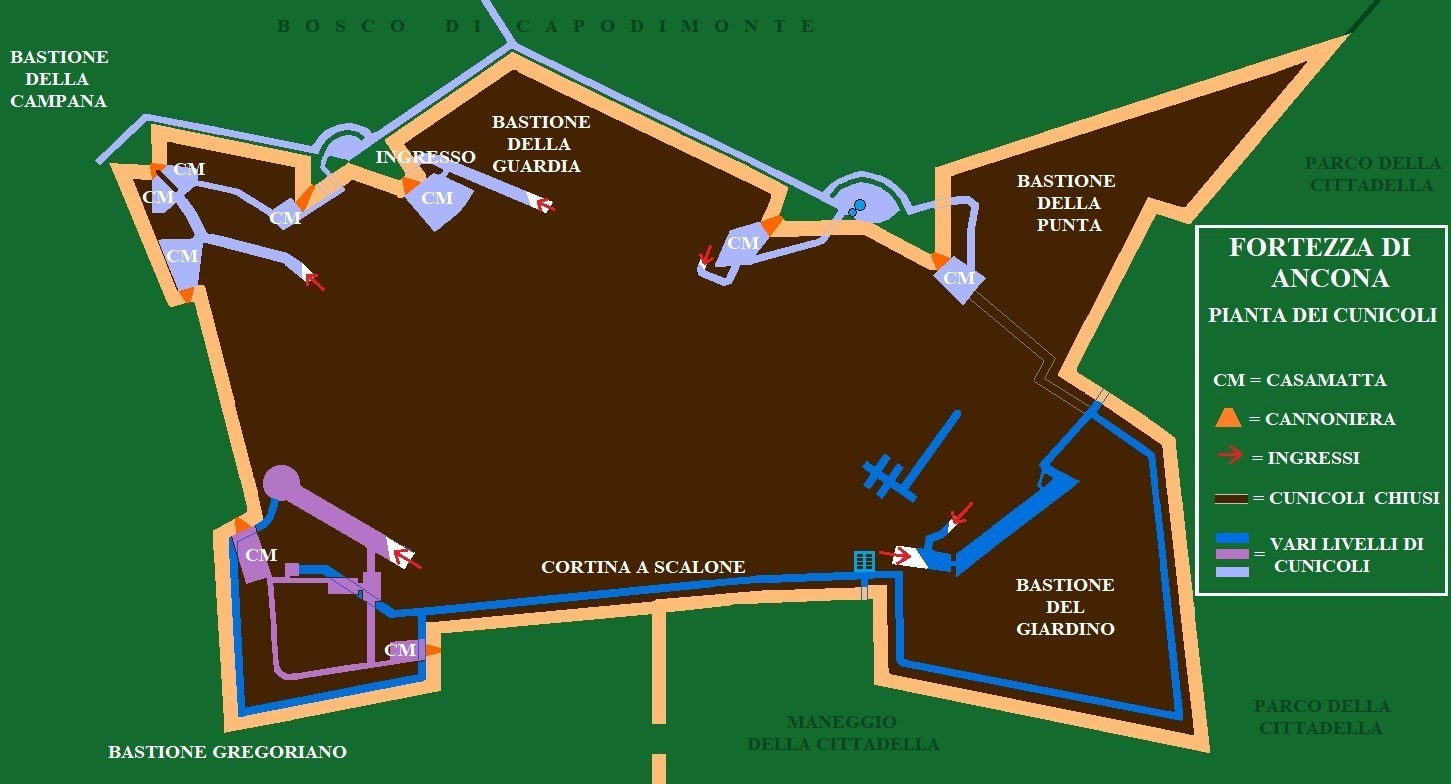
Mappa dei cunicoli

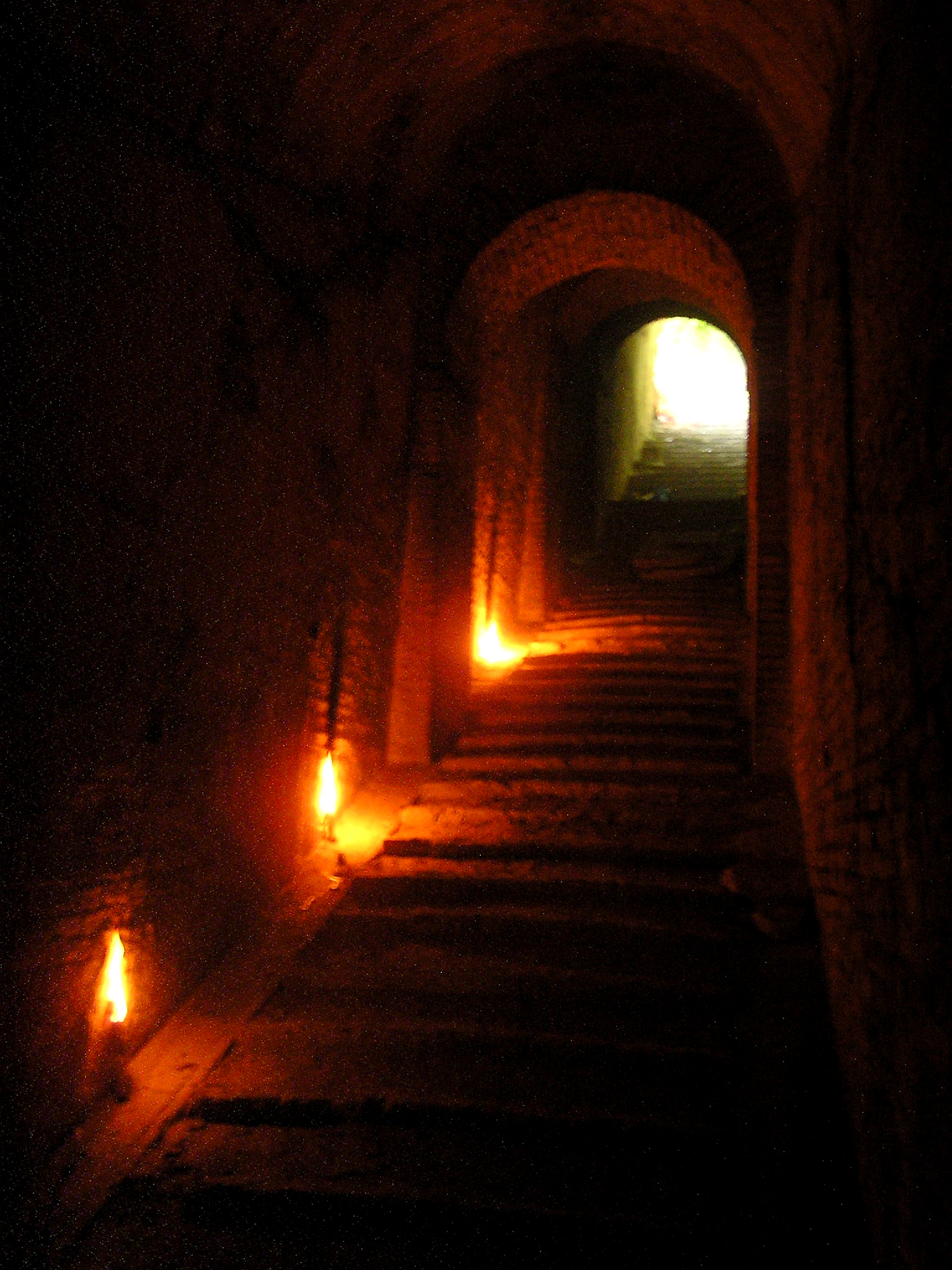
Il cunicolo del Bastione Gregoriano che conduce all'aperto

Nel sottosuolo della Fortezza e delle sue immediate vicinanze si dipana una rete di cunicoli, che si estende su più livelli collegati da rampe; la funzione originaria era quella di consentire ai soldati di raggiungere le casematte, le feritoie, le riserve d'acqua potabile e le varie postierle (qui denominate "sortite"). Sono tutti pavimentati in mattoni e voltati a botte, ad esclusione dei cunicoli dell'armeria. Antiche targhe recano i nomi dei vari cunicoli e permettevano ai soldati di orientarsi nel dedalo di percorsi sotterranei. Dall'esterno sono visibili le feritoie, di cui sono muniti lunghi tratti dei cunicoli, e le troniere delle casematte. All'interno dei cunicoli sono presenti insetti troglobi del genere Dolichopoda.
I cunicoli si articolano in vari sistemi, descritti brevemente di seguito e illustrati nella mappa a fianco.
- Cunicoli del Bastione Gregoriano. L'accesso si trova poco a sud della Torraccia. Si estendono su due piani: il superiore comprende due casematte ed è collegato al sottostante da una scalinata, a cui si accede attraverso un secolare portone di legno di quercia; il piano inferiore, visibile dal sovrastante attraverso un'apertura circolare simile ad un pozzo, è caratterizzato da lunghe file di feritoie doppie.
- Cunicoli del Bastione del Giardino. L'ingresso si trova alla base del mastio. Anch'essi si articolano in due piani e anche in questo caso nel piano più basso si aprono lunghe file di feritoie. In questo bastione non ci sono casematte. Subito dopo l'ingresso, si trovano due lunghi ambienti coperti a botte ribassata, un tempo utilizzati come depositi di armi. Il più basso dei due è caratterizzato dalla presenza di gradoni laterali. Il lungo cunicolo della cortina a scalone collega questi sotterranei a quelli del Bastione Gregoriano. Nei pressi della congiunzione tra il cunicolo del Bastione del Giardino e quello della cortina a scalone è presente una postierla che conduce nel campo trincerato adiacente, e precisamente nell'area del maneggio; da qui parte anche una scala, divisa in più rampe, che sale all'esterno, sino alla base del Mastio. Una seconda postierla, posta sul fianco settentrionale del bastione, conduce anch'essa nell'adiacente campo trincerato, ma nell'area del Parco della Cittadella; nei pressi di questa postierla partiva un cunicolo di collegamento con i cunicoli della tenaglia, chiuso in epoca imprecisata, ma riportato nelle mappe storiche.
- Cunicoli del Bastione della Campana. L'ingresso si trova in corrispondenza della gola del bastione. Essi sono caratterizzati dalla presenza di due casematte affiancate, che condividono un'unica cannoniera doppia, diretta verso il porto; sono presenti anche due ulteriori casematte. Un cunicolo passa al di sotto delle mura e continua sotto terra all'esterno della fortificazione, sino ad un ambiente dalla pianta lenticolare.
- Gallerie di contromina. Dall'ambiente a pianta lenticolare di cui sopra, partono due gallerie di contromina: una si dirige verso ovest seguendo il perimetro del Bastione della Campana, l'altra invece si dirige in direzione verso est seguendo il perimetro del Bastione della Guardia e arrivando infine ad un secondo ambiente dalla pianta lenticolare, che accoglie due cisterne d'acqua sorgiva. A metà di quest'ultimo percorso si trova un bivio da cui parte un cunicolo che conduce ad una "sortita", o porta di soccorso, occultata nel terreno ad una certa distanza dalle mura, in mezzo al bosco di Capodimonte. Dai pressi della seconda camera lenticolare, una galleria di contromina segue il lato settentrionale del Bastione della Punta.
- Cunicoli della tenaglia. L'ingresso si trova alla base del muro di contenimento della piazza d'armi centrale. Hanno lo scopo di raggiungere le due casematte che proteggono la tenaglia tra il Bastione della Guardia e quello della Punta. Essi sono collegati ai cunicoli del Bastione della Campana mediante la galleria di contromina descritta sopra; originariamente erano collegati anche ai cunicoli del Bastione del Giardino, tramite il già citato passaggio chiuso in epoca imprecisata, ma riportato nelle mappe storiche.
- Cunicoli dell'armeria. Costituivano il piano interrato dell'armeria e pertanto sono isolati da tutti gli altri e il loro ingresso è interno all'edificio. Sono caratterizzati da volte a vela e la loro funzione era quella di deposito. La volta è crollata in corrispondenza del corridoio centrale dell'edificio.
- Galleria d'ingresso. È la larga scala sotterranea che serve da ingresso alla fortificazione; corre sotto il corpo di guardia, ora sede del segretariato dell'Iniziativa adriatico ionica, ed esce all'aperto in corrispondenza del lato corto meridionale di quest'edificio. Originariamente si raggiungeva dall'esterno attraverso un ponte levatoio, di cui sono ancor presenti gli alloggiamenti per i cardini, l'argano ligneo originario e i tubi di passaggio per le catene che ne permettevano il movimento. È collegata alla casamatta che proteggeva l'ingresso, munita anche di una feritoia di estremo soccorso, puntata verso la testa di chi si trova davanti al portone.
- Passeggiata coperta. La Cittadella era collegata al coevo Bastione di San Paolo attraverso un lunghissimo cunicolo, di circa un chilometro e mezzo, detto "passeggiata coperta". Esso correva all'interno del terrapieno del tratto della cinta muraria tra le due fortificazioni, che scendeva dalla Cittadella sino a Porta Calamo e poi risaliva verso il Colle dei Cappuccini. Il tratto murario tra via Torrioni e via Matteotti, compresa Porta Calamo, fu demolito poco dopo il 1860, per permettere l'espansione della città; rimangono invece il tratto lungo via Santo Stefano, quello in via delle Cavorchie e quello che arriva al Bastione di San Paolo passando lungo via Goito. Dalle fonti sembra che, alla Cittadella, l'imbocco di questo passaggio sia collocato in corrispondenza del Bastione del Giardino[16]. Questo cunicolo non è presente nella mappa qui presentata.

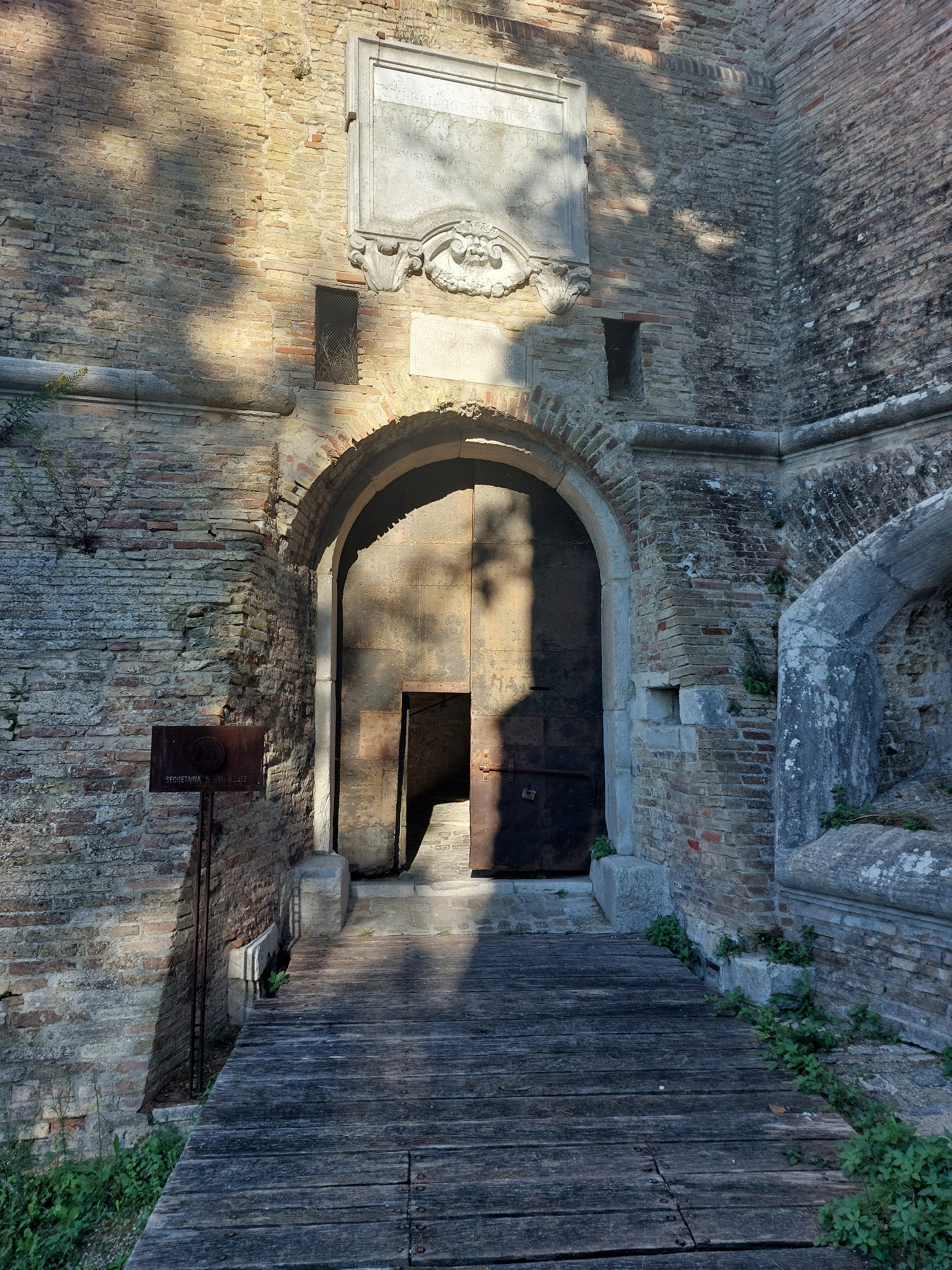
L'ingresso visto di fronte, sopra al quale sono poste due lapidi. Quella subito sopra all'ingresso è stata posta nel momento dell'inizio dei lavori di costruzione; vi si legge il nome di papa Clemente VII, quello del cardinale Benedetto Accolti e la data ⅯⅮⅩⅩⅩⅠⅠⅠ (1533). La lapide superiore si riferisce invece al restauro di papa Gregorio XVI, datato ⅯⅮⅭⅭⅭⅩⅬⅠ (1841).
Sopra all'arco d'ingresso sono visibili i passaggi per le catene che permettevano il movimento del ponte levatoio.

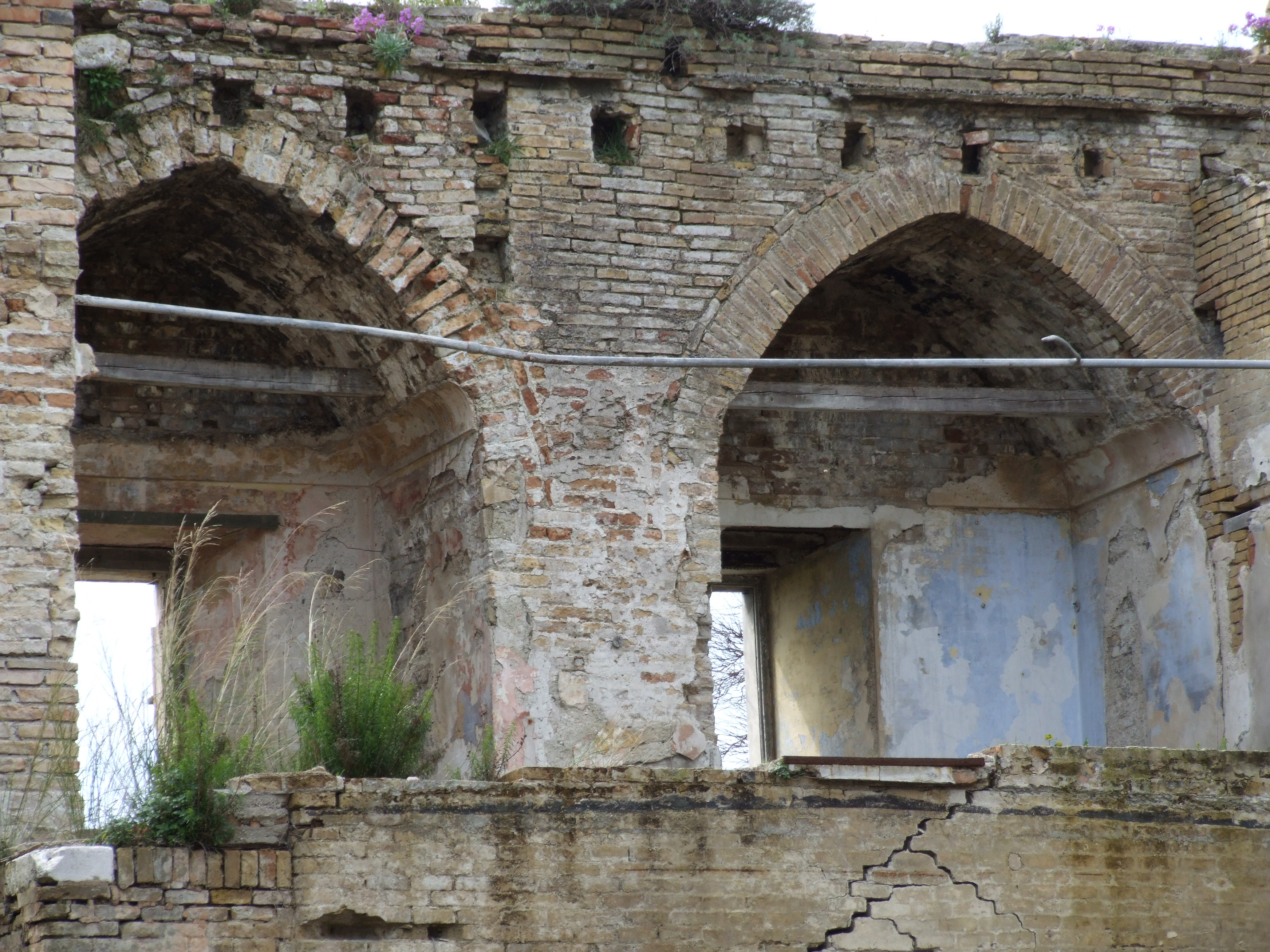
Un tratto della cinta muraria cittadina del Trecento, riutilizzato dal Sangallo nella cortina marciaronda che collega il mastio con la Torraccia.

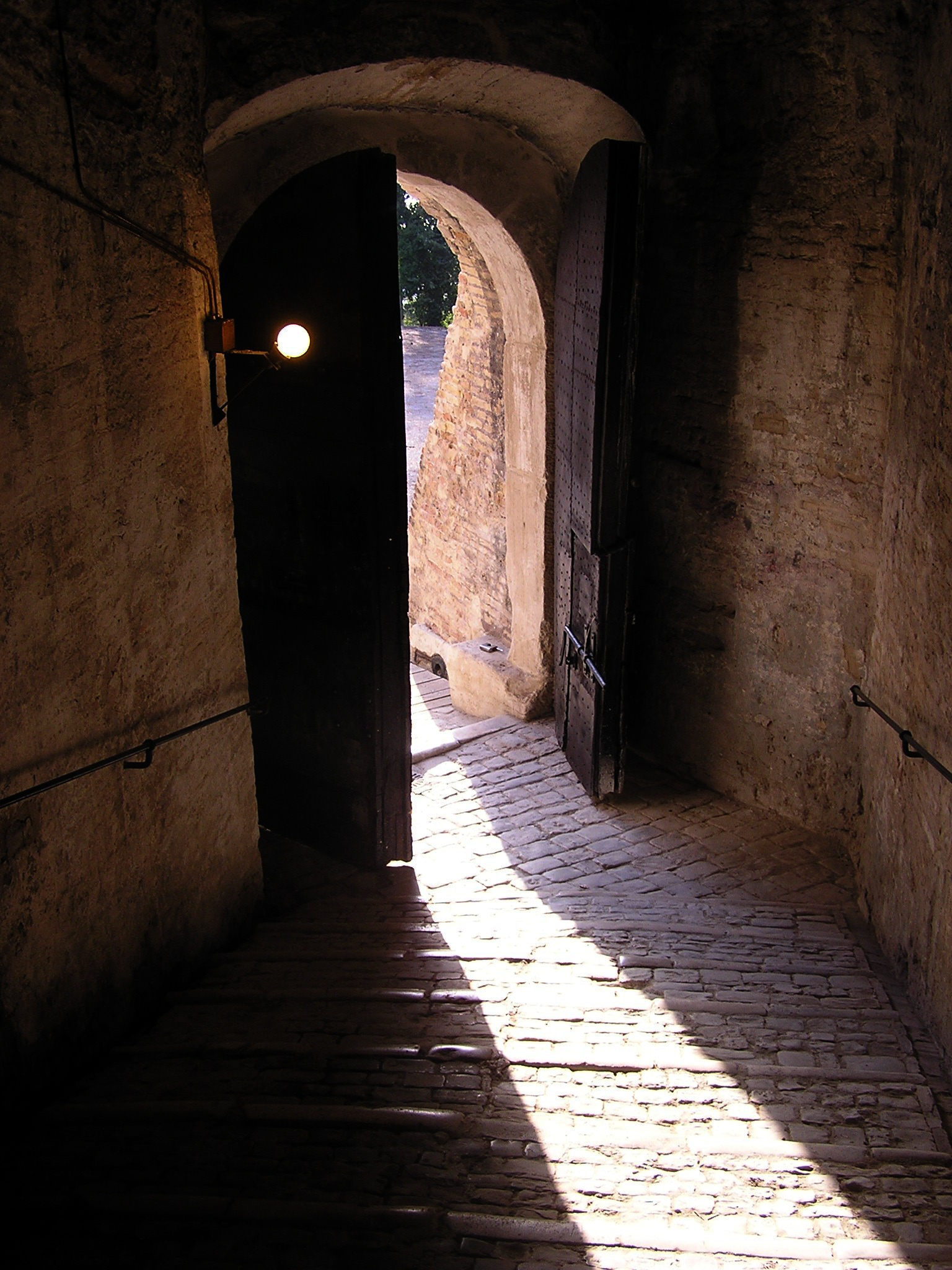
Galleria d'ingresso: vista verso l'esterno

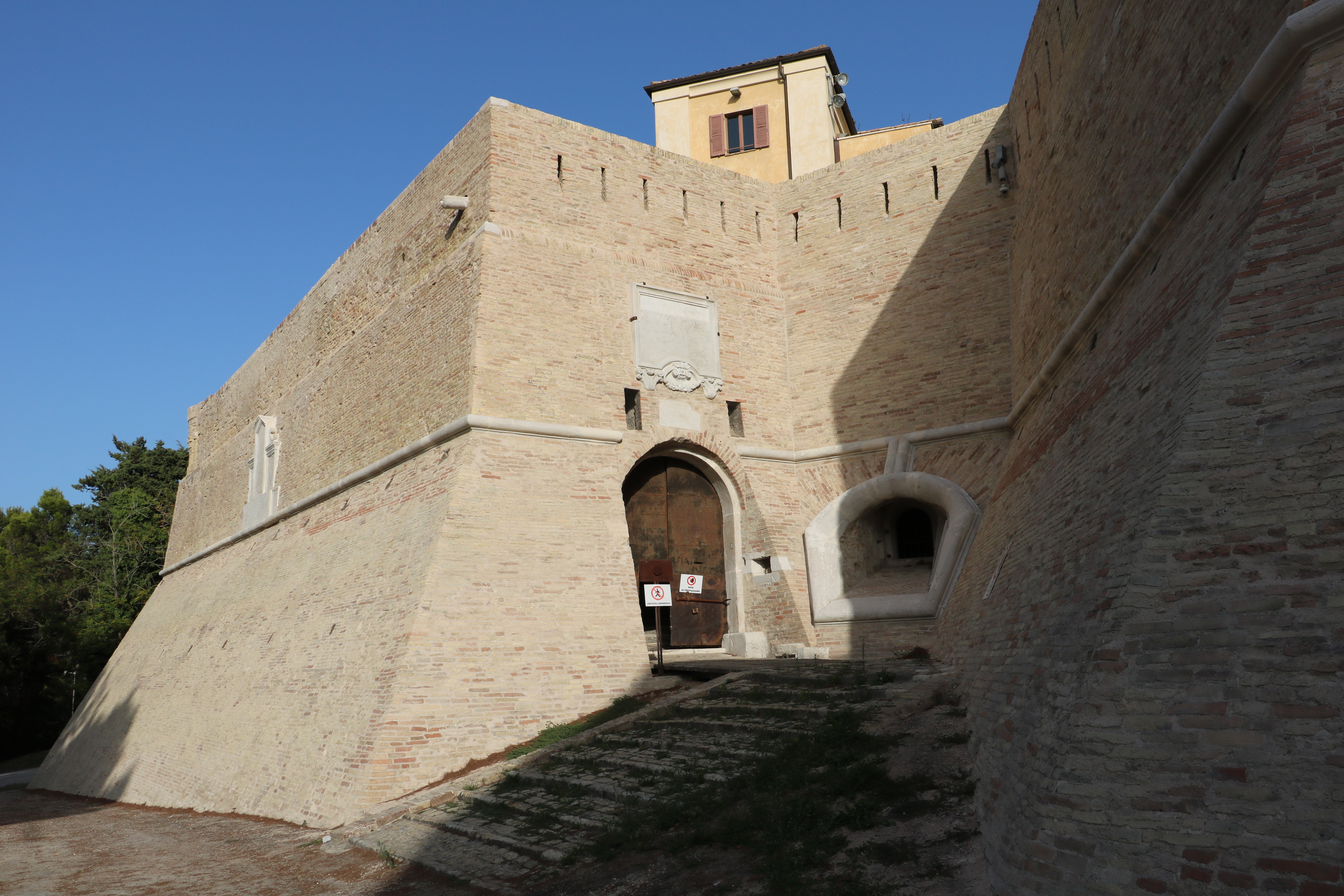
L'ingresso, sul fianco del Bastione della Guardia

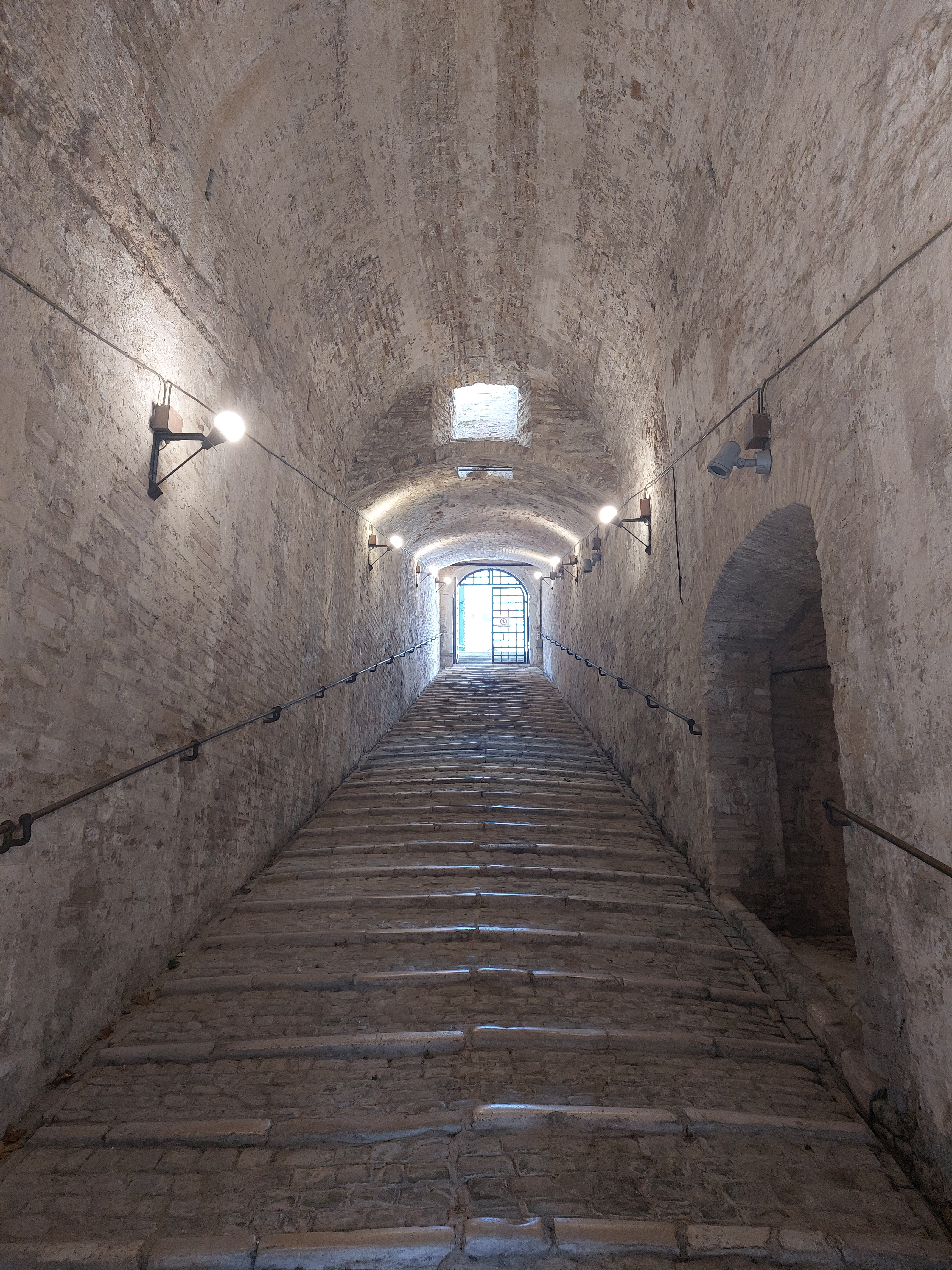
Galleria d'ingresso: vista verso l'interno. La rampa passa sotto all'edificio del corpo di guarda, ora sede del segretariato dell'Iniziativa Adriatico Ionica. A destra si nota l'apertura che conduce alla casamatta d'ingresso.

## Storia

### L'origine
La Cittadella di Ancona venne eretta a partire dal 1532 dall'architetto Antonio da Sangallo il Giovane, autore anche delle coeve Fortezza da Basso, a Firenze (1534-1537), e Rocca Paolina, a Perugia (1540-1543). Queste tre fortificazioni furono alla base dell'affermazione della politica di papa Clemente VII nell'Italia centrale, che mirava a cancellare le ultime città ancora autonome. Il papa cercava in questo modo di reagire al sacco di Roma del 1527, che aveva indebolito il suo prestigio e il suo potere economico.
Le tre fortificazioni citate hanno una notevole importanza nella storia dell'architettura militare, in quanto furono fra i primi esperimenti di fronte bastionato all'italiana, ovvero di mura in grado di resistere alle armi da fuoco; infatti queste opere di Antonio da Sangallo il Giovane servirono da esempio per le successive fortificazioni in tutta Italia ed Europa. Negli stessi anni, Sangallo progettò anche le nuove mura e il bastione che porta il suo nome nella vicina Loreto, a protezione della Basilica della Santa Casa.
Nel progettare la Cittadella, Antonio da Sangallo il Giovane oculatamente riutilizzò quanto poteva delle precedenti mura medievali, che sulla cima del colle Astagno formavano un angolo turrito, i cui lati andavano da una parte verso ovest, congiungendosi a Porta Capodimonte e al porto, e dall'altra verso nord-est, sino al Colle dei Cappuccini. Le strutture medievali furono utilizzate nella costruzione del mastio, della cortina marciaronda tra questo e la Torraccia e della cortina tra il Bastione del Giardino e quello della Punta.
L'incarico di realizzare una fortificazione sul colle Astagno era stato dato ad Antonio da Sangallo il Giovane da Papa Clemente VII negli anni tra il 1527 e il 1530. Il pontefice aveva proposto al libero comune di Ancona di costruire la fortificazione a spese dello Stato della Chiesa, con l'intento dichiarato di sventare gli attacchi delle navi corsare turche, che allora imperversavano nel Mediterraneo. Il consiglio degli anziani di Ancona, allora repubblica autonoma, accettò la proposta, non sospettando il doppio fine del papa, ossia quello di impossessarsi a tradimento della città. Infatti, il 19 settembre 1532, il bastione pentagonale già realizzato, già guarnito di soldati, fu utilizzato da papa Clemente VII come cavallo di Troia, che portò alla fine della Repubblica marinara di Ancona e alla sua caduta sotto il diretto controllo dello Stato pontificio. Il 29 maggio 1533, i lavori ripresero e coinvolsero 1200 operai, in parte locali e in parte provenienti da Firenze, città della famiglia del papa. 
Una volta terminata la costruzione, i cinque bastioni della Cittadella per decenni tennero sotto tiro il centro della città e tutte le vie di accesso, al fine di reprimere i possibili tentativi di ribellione da parte dei cittadini e di impedire l'arrivo di eventuali alleati. Ciononostante, alcuni giovani esponenti della nobiltà anconetana provarono a organizzare il ripristino delle libertà perdute, e cinque di essi vennero arrestati, imprigionati, torturati e uccisi; i corpi decapitati di tre di loro furono gettati in Piazza Grande con torce accese ai piedi, a monito per tutta la cittadinanza. Lo scopo di reprimere gli attacchi ottomani non era però solo un inganno perpetrato al fine di conquistare la città a tradimento, senza spargimento di sangue: il pericolo di incursioni turche era tristemente reale.
Era presente nella Fortezza anche una fonderia per cannoni.

### La costruzione del campo trincerato
Tra il 1560 e il 1575, pochi anni dopo il completamento dell'opera,  venne realizzato un campo trincerato nell'area adiacente al lato sud-orientale della Cittadella, su progetto di Francesco Paciotto; i direttori dei lavori furono Pellegrino Tibaldi e poi Giacomo Fontana. La decisione di realizzare il campo trincerato fu dovuta alla rapida evoluzione delle armi da fuoco, la cui gittata aumentava progressivamente. L'area del campo trincerato è circa quattro volte più grande rispetto a quella della Cittadella.
Questa fortificazione ha una pianta allungata da nord-ovest a sud-est e, come la Cittadella, comprende cinque bastioni: a sud il Bastione delle Grazie e quello di S. Giacomo, che affiancano la tenaglia d'ingresso, a nord il Bastione Stamura, oggi compreso nell'area del distretto militare, a nord-est il Bastione di San Ciriaco e a sud-ovest il Bastione Ottone, che oggi ospita il maneggio; al centro del campo trincerato si allunga un cavaliere in terra.
Il Bastione del Giardino si trovò completamente incluso nella nuova opera fortificata, pur mantenendo la sua importanza strategica, grazie ad alcune modifiche nel posizionamento delle bocche da fuoco. Il Bastione del Giardino, il lato sud-orientale del Bastione della Punta e la cortina compresa tra i due bastioni divennero confine tra le due fortificazioni. Il campo trincerato accoglie dagli anni settanta del Novecento il Parco della Cittadella.

### Assedi

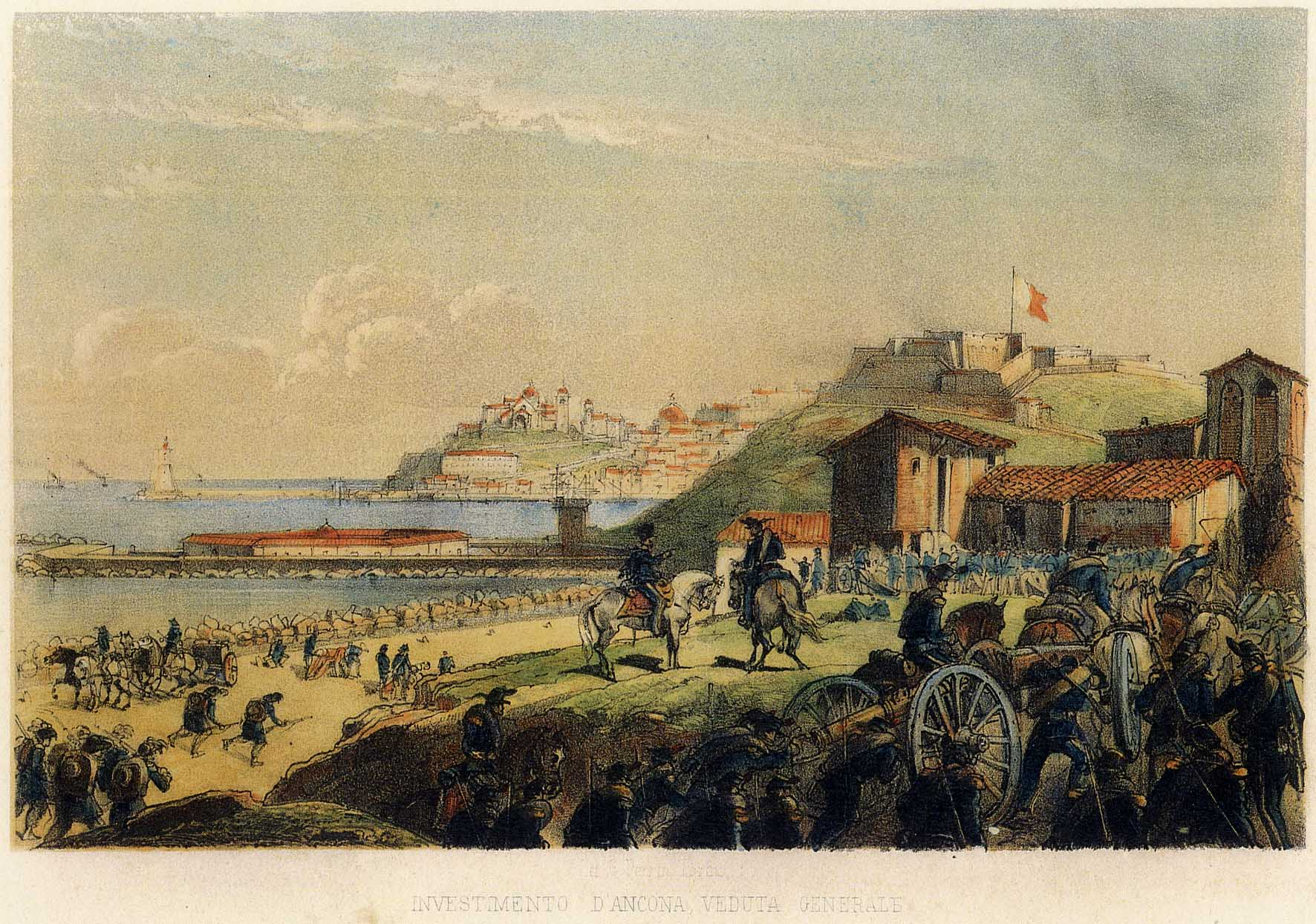
Litografia che mostra una veduta generale dell'Assedio del 1860.
Sulla destra si nota la Cittadella, con la bandiera pontificia che svetta sul pennone della Torraccia. A sinistra, al termine del molo nord è visibile la Lanterna, il cui bombardamento permise alla flotta sarda di entrare nel porto e di ottenere la vittoria. Si notano il Duomo e il Lazzaretto.
In primo piano sono le truppe sarde nel rione extramurario degli Archi, in procinto di assaltare Porta Pia.

Per più di 250 anni a partire dalla sua costruzione, la Fortezza non fu coinvolta in combattimenti; poi, nel periodo napoleonico e in quello risorgimentale, essa giocò un ruolo fondamentale durante i quattro assedi a cui fu sottoposta la città nello stretto giro di sessant'anni. Essi sono elencati di seguito.
- Assedio del 1799. Fu sostenuto dai francesi che occupavano Ancona, contro le forze austro-russo-turche; durò un mese e fu preceduto da due mesi di combattimenti in campo aperto. Terminò con la sconfitta francese. Gli austriaci allora occuparono la città e iniziarono la demolizione della Cittadella, che li aveva costretti a tre mesi di combattimenti. La demolizione fu provvidamente interrotta da papa Gregorio XVI quando però già il bastione del cavaliere a basso era stato quasi completamente atterrato.
- Assedio del 1831. Fu un episodio dei moti del 1830-1831 in Italia. Il 14 febbraio 1831 le truppe delle Province Unite Italiane, al comando del generale Giuseppe Sercognani, insieme agli patrioti anconitani insorti, presero possesso della Cittadella, dopo tre giorni di scontri con le forze pontificie; il principale animatore dell'insurrezione popolare fu Lorenzo Lesti[22]. Subito dopo la vittoria, venne innalzato il tricolore, venne proclamata la libertà di stampa e vennero divelti i cancelli che chiudevano il ghetto, in segno di uguaglianza tra tutti i cittadini[23].
- Assedio del 1849. Fu sostenuto dai patrioti risorgimentali che difendevano la città contro le truppe austriache; durò ventisei giorni e vide contrapposti 4.000-5.000 italiani a difesa della città e più di 11.000 austriaci assedianti, coadiuvati da una flotta di sette navi che bloccavano il porto. Parteciparono all'assedio anche l'allora giovanissimo poeta Luigi Mercantini e l'eroe anconetano dei moti del 1830-1831, Lorenzo Lesti[22]. Negli ultimi giorni di assedio molti cannoni della Cittadella erano saltati in aria a causa dell'uso ininterrotto e le munizioni erano esaurite. Il bombardamento incessante della città e della Cittadella costrinse alla resa dei patrioti italiani; il comandante austriaco concesse ai patrioti l'onore delle armi.

Nel 1899, in occasione del cinquantenario dell'assedio, Ancona venne insignita della medaglia d'oro come Benemerita del Risorgimento nazionale per l'eroismo e l'attaccamento agli ideali di libertà e di indipendenza dimostrati nel 1849.
- Assedio del 1860. Fu sostenuto dalle truppe austriache occupanti la città e dalle truppe francesi superstiti della battaglia di Castelfidardo, che difendevano il dominio pontificio, contro le truppe del Regno di Sardegna, che avevano il compito di conquistare Marche ed Umbria per unire le regioni del Nord, entrate nel Regno in seguito alla Seconda guerra d'indipendenza, con quelle del Sud, conquistate con la Spedizione dei Mille. Dopo l'ingresso della flotta sarda nel porto, le truppe francesi si rifugiarono nella Cittadella, ove potevano contare su 29 cannoni[25], per tentare l'estrema resistenza.

Il tentativo fu inutile: alle 16:30 del 18 settembre dalla Cittadella i pontifici innalzarono la bandiera bianca e il 29 settembre, dopo cinque giorni di combattimento, fu firmata la resa. La presa di Ancona da parte delle forze sarde portò all'unificazione delle Marche e dell'Umbria, fatto che a sua volta permise di collegare le regioni del Nord con quelle del Sud. L'anno successivo, 1861, fu così possibile la proclamazione del Regno d'Italia

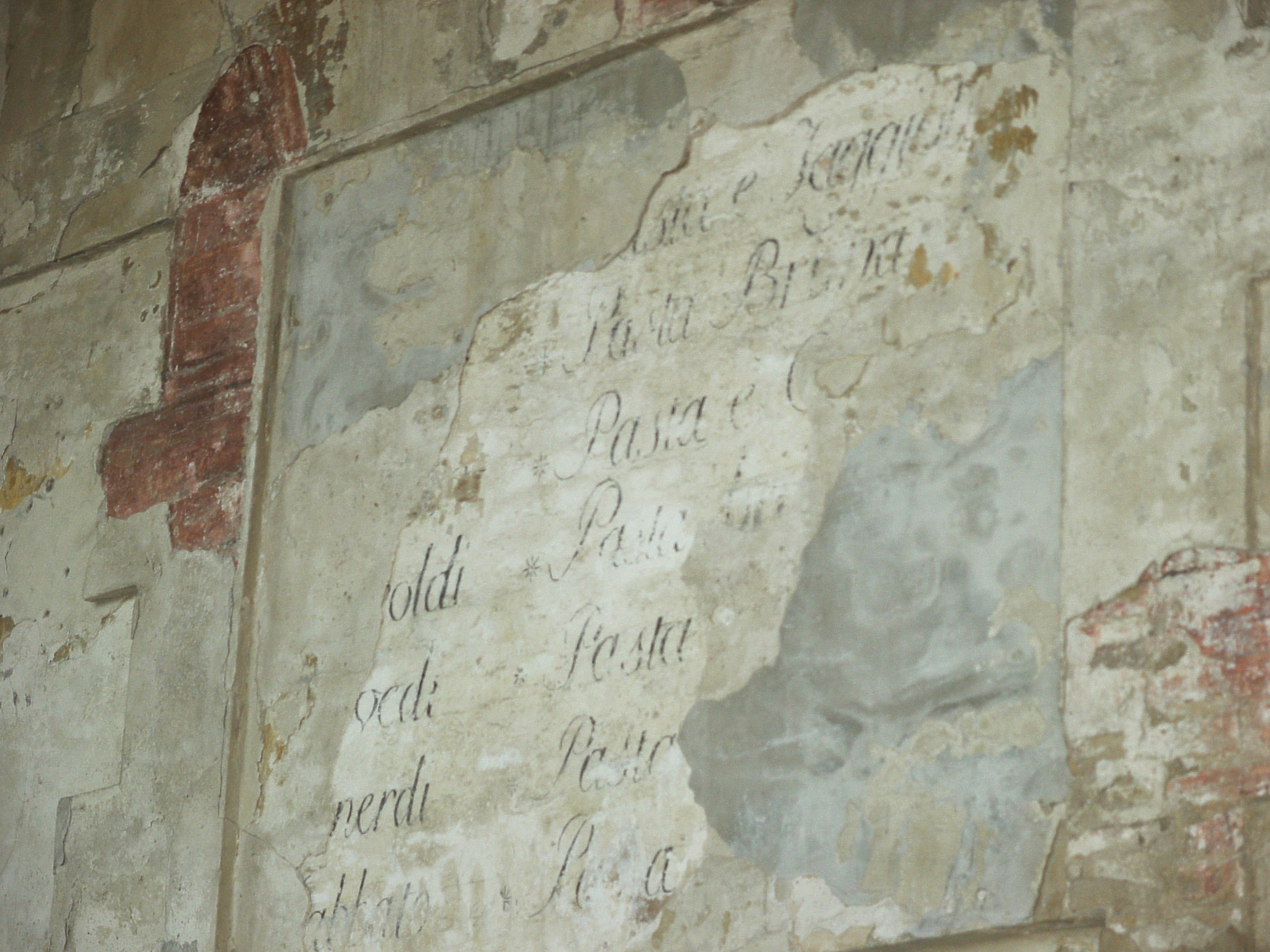
Il rancio dei soldati nei vari giorni della settimana, dipinto sulle pareti dell'edificio principale; rischia di scomparire per distacco dell'intonaco.

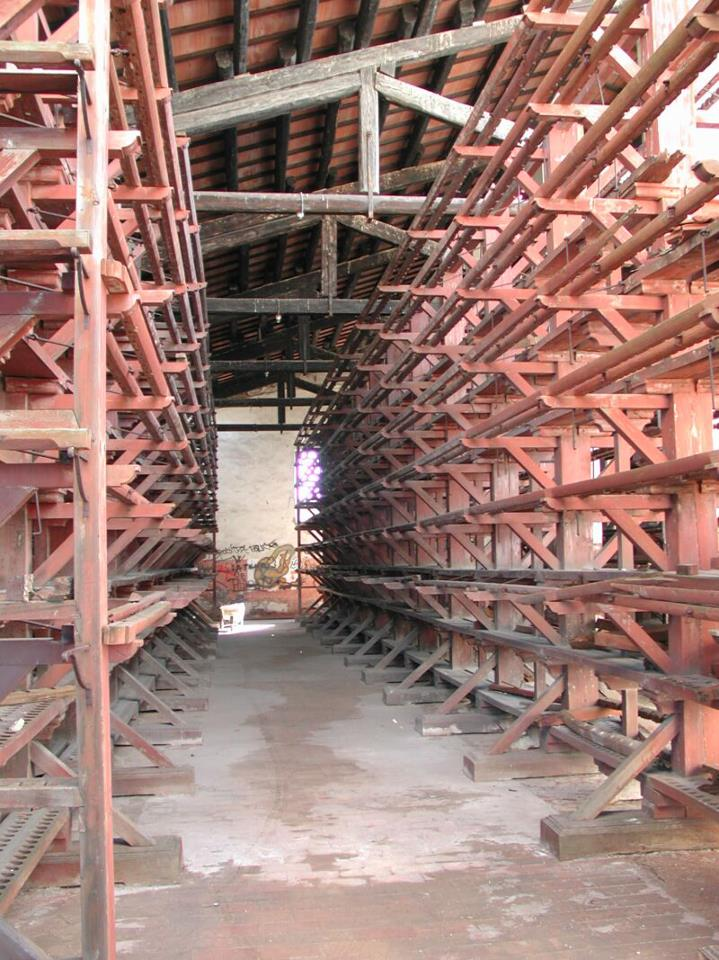
Le rastrelliere ottocentesche all'interno dell'armeria

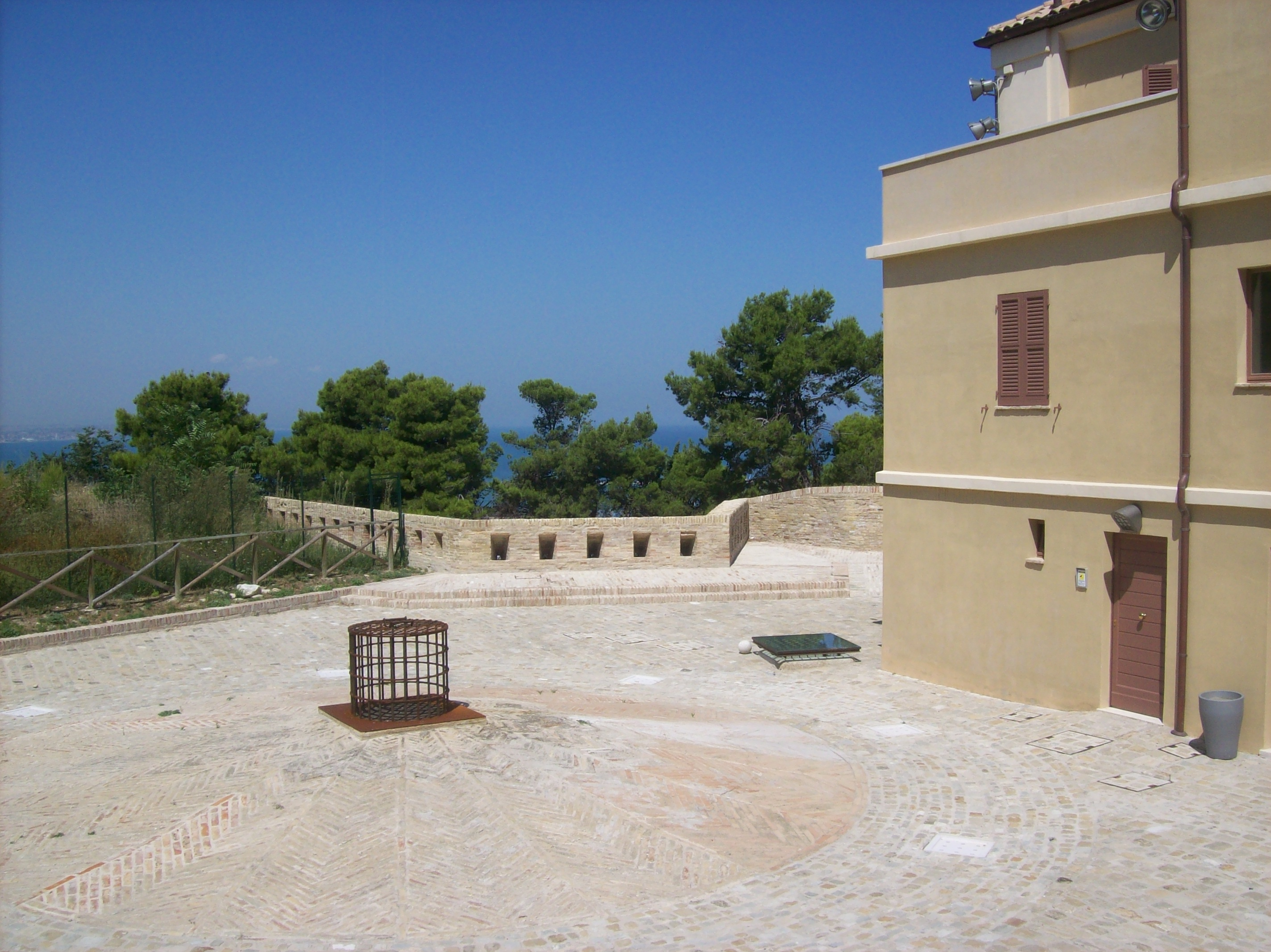
Pozzo della cisterna delle acque piovane e feritoie a protezione dell'ingresso

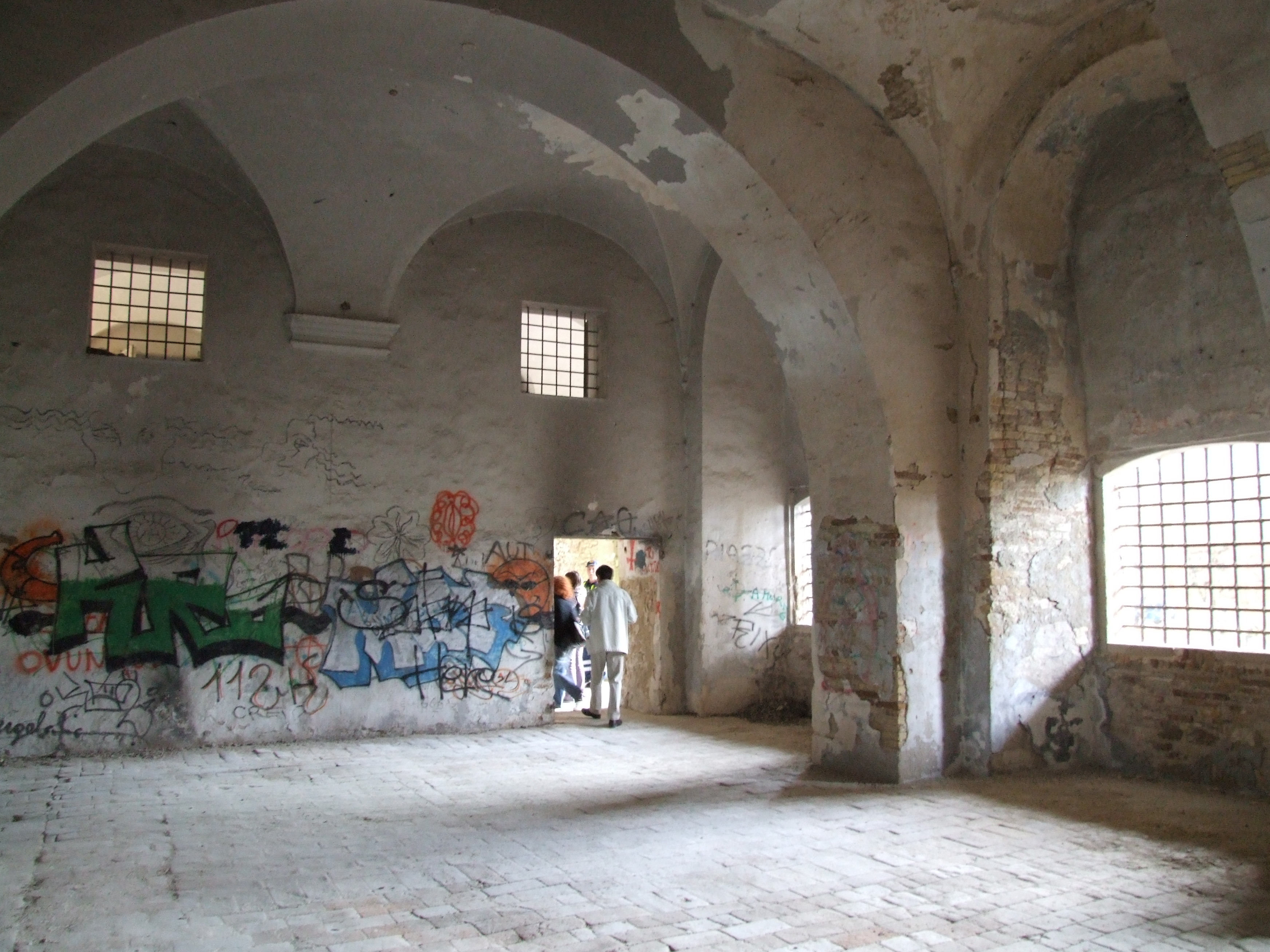
Sala del primo piano dell'edificio dell'armeria, ancora da restaurare

### Dopo L'Unità d'Italia
Ancona entrò nel Regno di Sardegna nel 1860, confluito nel Regno d'Italia nel 1861; in quell'anno il re Vittorio Emanuele II la dichiarò "piazzaforte di prima classe del regno". Ne seguì un periodo di febbrile attività edificatoria, per rendere la città imprendibile da terra e da mare. Tra le altre cose, era necessaria una grande armeria, per contenere le migliaia di fucili necessari a difendere la città. Per la sua costruzione fu scelta la Cittadella e in particolare l'edificio cinquecentesco che si affacciava sulla piazza d'armi centrale: esso venne sopraelevato, e nel nuovo piano fu realizzata una vastissima sala con rastrelliere lignee destinate ad accogliere 25.000 fucili. Ancor oggi le rastrelliere necessarie a sostenere le armi si sono conservate, e la veduta del loro insieme è assai suggestiva. La sopraelevazione ottocentesca supera in altezza il mastio, a cui si affianca; esso dunque non svetta più sugli altri edifici, come aveva fatto per più di tre secoli.
A livello cittadino, tra gli interventi più notevoli del periodo della piazzaforte di prima classe ci fu la costruzione, nel settore orientale, di una nuova e più ampia cinta muraria. In particolare, il nuovo tratto di mura collegò il bastione San Giacomo della tenaglia del campo trincerato, la Lunetta di Santo Stefano e Forte Cardeto, cingendo un'area doppia rispetto a quella che sino a quel momento era stata l'estensione della città. Inserita nella nuova compagine difensiva, la Cittadella continuò a svolgere un ruolo strategico sino ai primi anni del Novecento, anche se solo tre bastioni vennero armati: si tratta del Bastione della Campana, Gregoriano e del Giardino; gli altri due rimasero sguarniti, dato che erano diretti verso l'abitato. Anche il campo trincerato continuò a svolgere un ruolo difensivo. Con la Seconda guerra mondiale, l'avvento dei bombardamenti aerei rese obsolete tutte le fortificazioni bastionate, che avevano dominato la difesa per circa cinquecento anni; la Cittadella fu dunque destinata a svolgere un ruolo logistico.

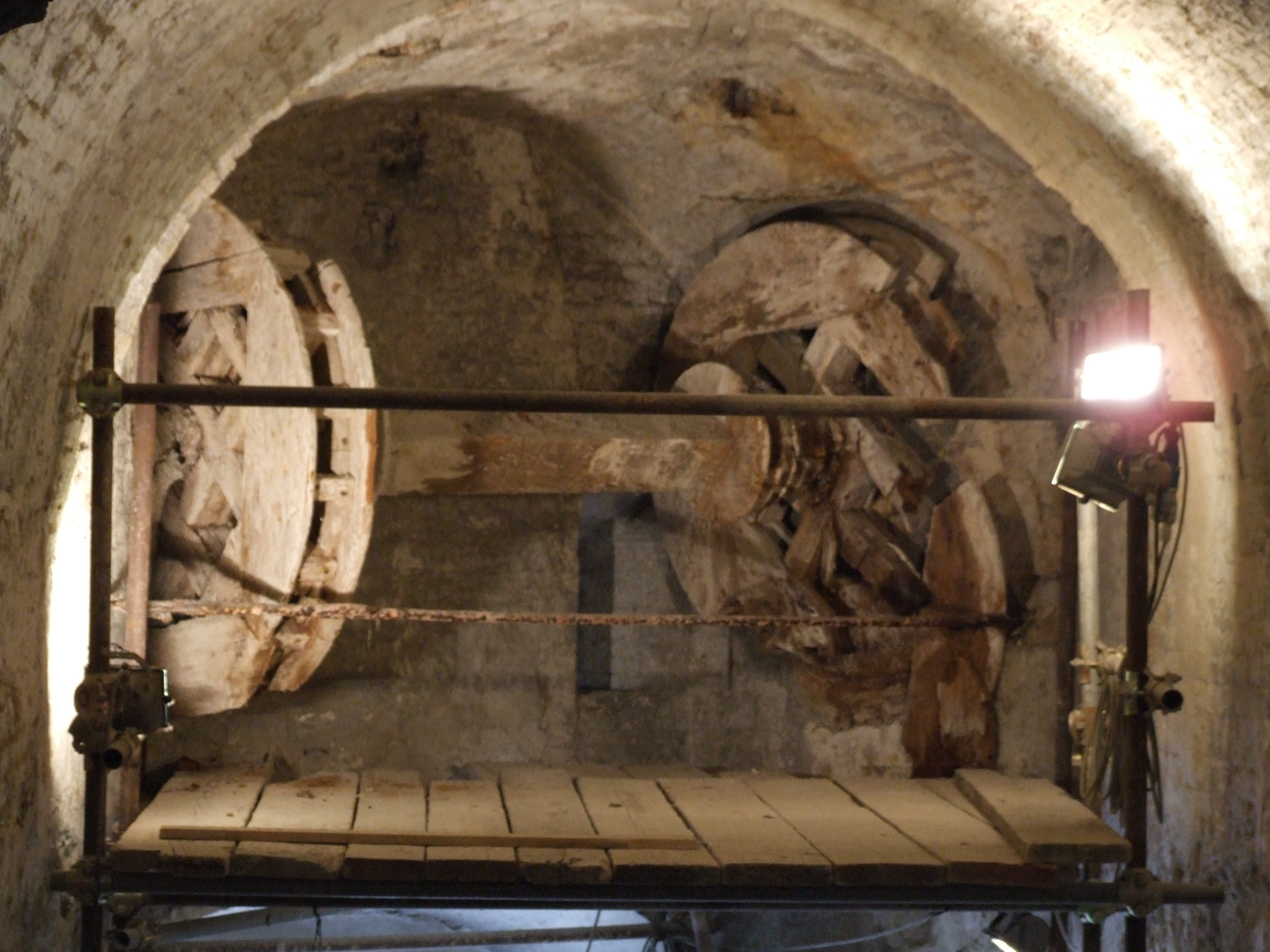
L'estremo degrado in cui versava l'antico argano ligneo che permetteva l'alzarsi e l'abbassarsi del ponte levatoio d'ingresso; è stato poi finalmente restaurato.

### L'abbandono
In seguito al terremoto del 1972, la poderosa fortificazione, che era ancora adibita ad usi militari, venne abbandonata; seguirono più di tre decenni di incuria, durante i quali le strutture vennero danneggiate dalla mancanza di manutenzione e dai vandali; il monumento venne completamente dimenticato dalle istituzioni. 
Nel frattempo, l'area acquisiva un valore naturalistico particolare: nelle aree non edificate si diffuse spontaneamente specie della macchia mediterranea, come allori, alaterni e ilatri, e alberi come olmi e pini d'Aleppo; contemporaneamente, tra i mattoni delle antiche mura, spuntarono capperi, violacciocche, elicrisi e bocche di leone.
Negli anni settanta il campo trincerato adiacente alla Cittadella passò dal demanio militare al comune e al suo interno fu inaugurato il Parco della Cittadella, che allora era il più vasto parco urbano di Ancona; il nome del parco si riferisce al fatto che esso inizialmente comprendeva anche la confinante Cittadella, a cui si poteva accedere attraverso una scala di tubi Innocenti, posta in corrispondenza del saliente del Bastione del Giardino. La Cittadella divenne così per la prima volta accessibile alla cittadinanza e sede di manifestazioni; dopo alcuni anni, a causa del mancato restauro delle sue strutture, essa divenne inagibile e pertanto la scala che la collegava con il parco venne prima chiusa e poi smontata, lasciando al completo degrado l'antica fortificazione rinascimentale. 
Nonostante la rimozione della scala e la chiusura dell'unico ingresso, la Fortezza e i suoi cunicoli erano comunque esplorati dai ragazzi della città, che in vari modi riuscivano comunque ad entrare. Essi l'avevano denominata "le Casematte". La denominazione deriva dalla frequenza con cui ricorre il termine "casamatta" nelle antiche targhe di segnalazione poste nella rete di cunicoli, che servivano di orientamento ai soldati; i ragazzi della città, leggendo tali targhe, ne trassero il nome di tutta la fortificazione. A livello popolare e giovanile la Fortezza è ancor oggi chiamata "le Casematte".
Nel 2003 la Cittadella fu acquistata dalla Regione Marche, che ne è l'attuale proprietaria; fu una svolta che permise finalmente di pensare al restauro e ad una nuova destinazione del monumento rinascimentale.
La rete dei cunicoli, ben conosciuta dagli esploratori abusivi e ampiamente descritta nei testi nel frattempo editi, era semisconosciuta a livello istituzionale, tanto che nel corso dei lavori di restauro del 2024 si parlò della "scoperta" di cunicoli e camere ipogee.
Triste segno di quanto le istituzioni ignorassero le testimonianze storiche della Cittadella, e della conseguente scarsa considerazione che ad esse riservavano, furono due progetti regionali che prevedevano di eliminare le rastrelliere ottocentesche presenti, monumentale documentazione del periodo in cui Ancona era piazzaforte di prima classe del Regno d'Italia; in quello del 2008 si prevedeva di realizzare all'interno dell'armeria una sala convegni, mentre in quello del 2017-2019 l'eliminazione delle antiche rastrelliere era previsto per poter realizzare nel vasto ambiente un museo multimediale dedicato alla storia militare della città, all'interno di uno spazio polifunzionale che potesse ospitare anche eventi e manifestazioni culturali

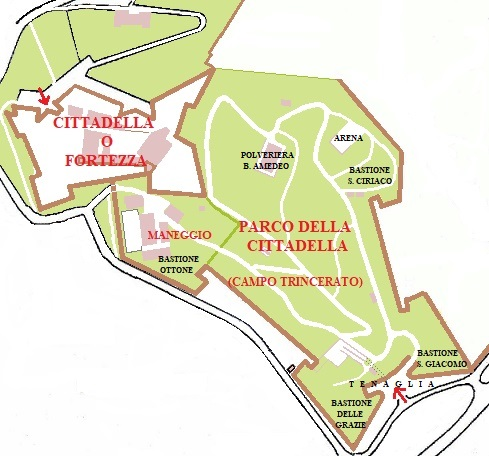
Mappa che mostra la distinzione tra la Cittadella o Fortezza e il Parco della Cittadella, che si estende nel campo trincerato.

#### Errori di denominazione
"Fortezza" e "Cittadella" sono i nomi corretti del monumento, senza altre specificazioni, sia nel secolare uso popolare, sia nei testi, sia nelle mappe.
Quando però finalmente iniziarono i restauri, le istituzioni e i giornali, dimentichi del nome reale del monumento e pensando che il termine "Cittadella" indicasse il parco adiacente, cominciarono ad indicare l'antica fortificazione con i nomi di *Fortezza Sangallo o *Rocca Sangallo, scorretti storicamente e mai usati; a volte è stata chiamata *rocca della Cittadella, come se la Cittadella fosse qualcosa d'altro e il monumento in oggetto fosse la sua rocca. Tra l'altro, il termine "rocca" è improprio, in quanto si riferisce a fortificazioni pienamente medievali o di transizione tra quelle medievali e quelle rinascimentali, mentre la Cittadella di Ancona è pienamente rinascimentale. Erano stati anche posti alcuni cartelli indicatori che riportavano le diciture errate. Addirittura è stata utilizzata anche l'espressione *Rocca San Gallo, storpiando il nome del progettista.
Questi errori di denominazione sono da attribuire al lungo periodo di abbandono che ha subito il monumento da parte delle istituzioni, durato dal 1973 al 2008.
Come mostrato nella mappa a fianco, la Cittadella non va confusa con l'omonimo Parco della Cittadella, che occupa il limitrofo Campo Trincerato, sempre del Cinquecento, ma costruito qualche decennio dopo; il parco deve la sua denominazione al fatto che negli anni settanta del Novecento, come già accennato, esso e la Cittadella erano stati collegati tramite una scala ed erano un'unica area pubblica.

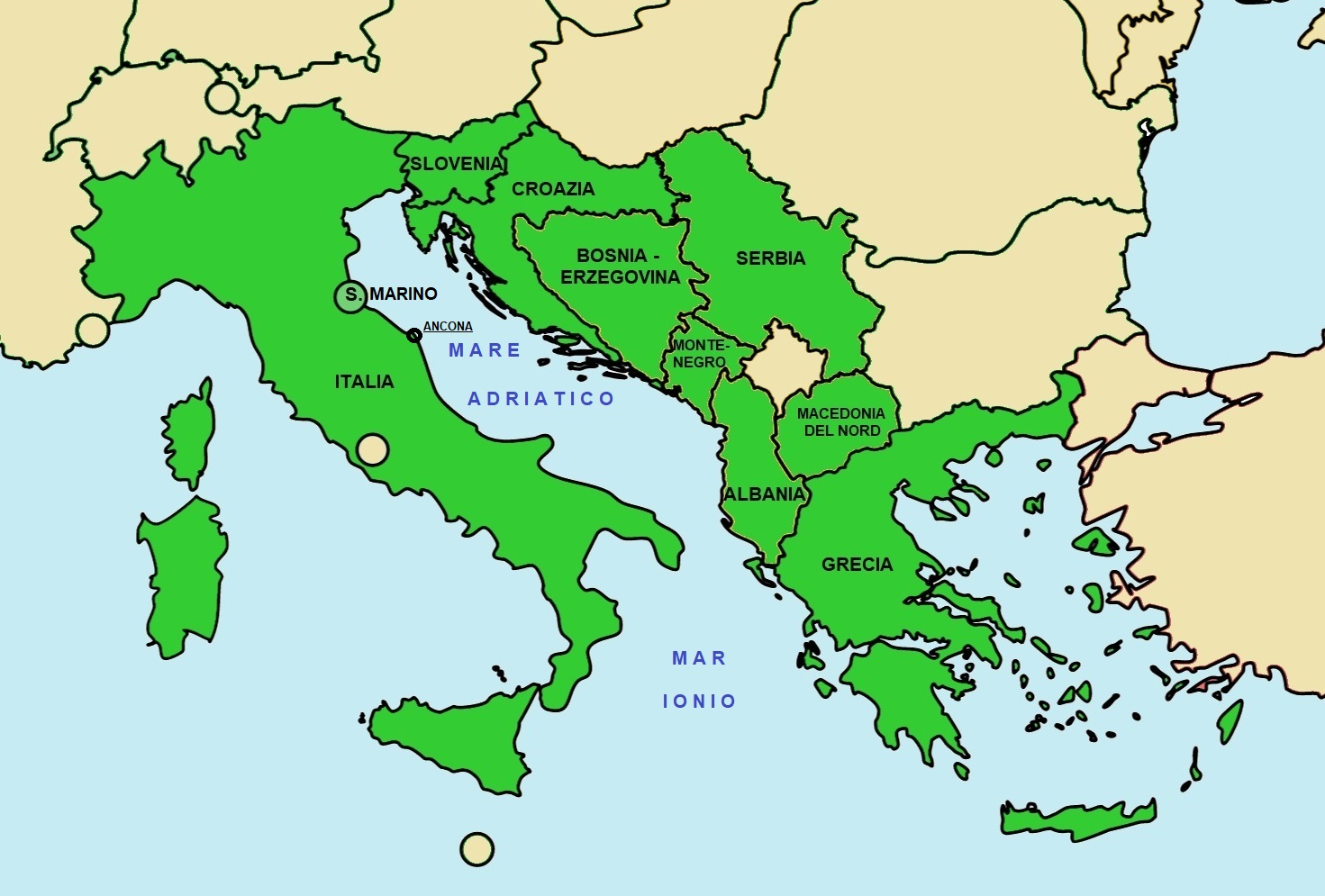
Stati membri dell'Iniziativa Adriatico-Ionica.

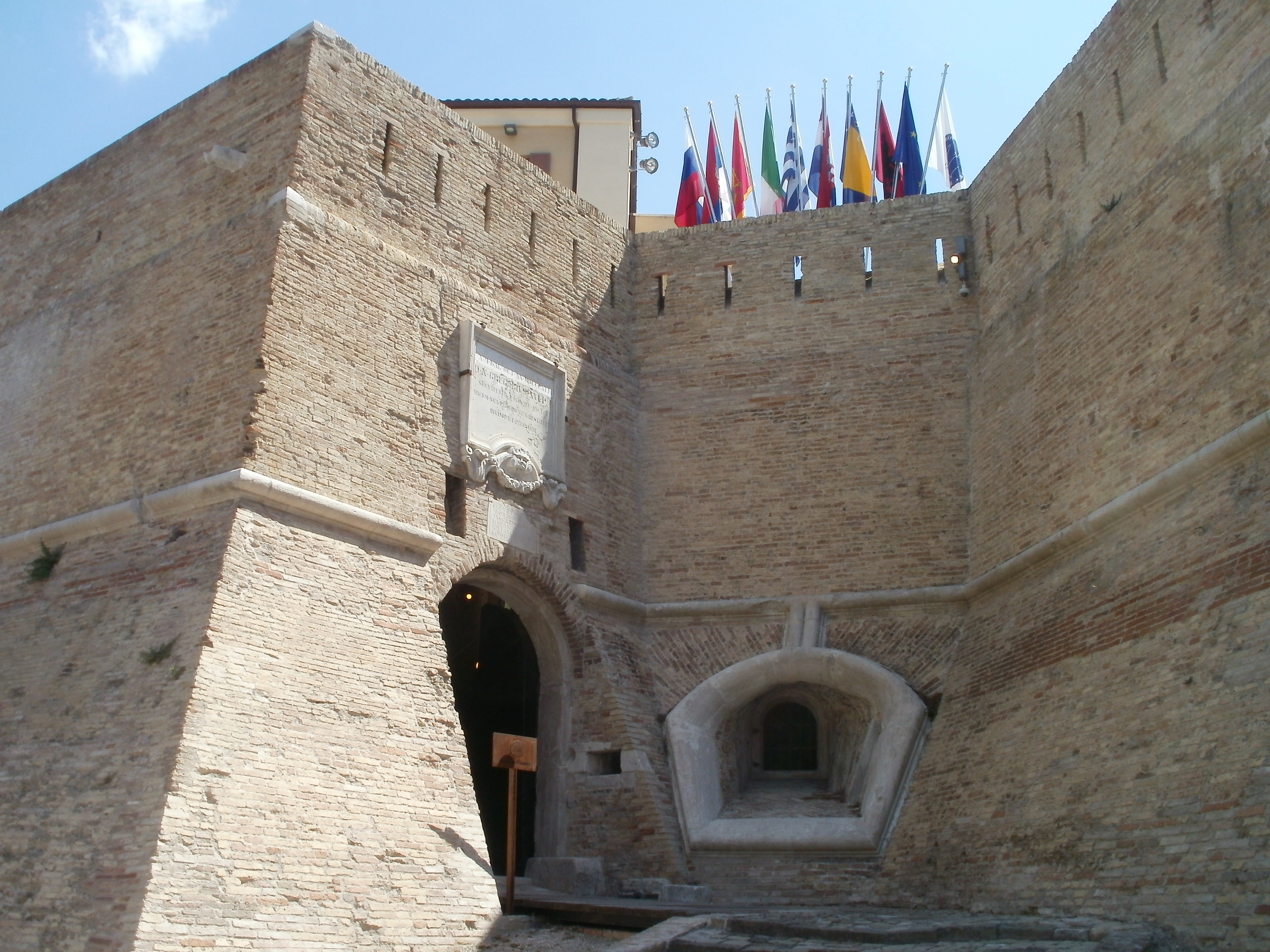
Le bandiere degli stati membri dell'Iniziativa Adriatico-Ionica, sopra all'ingresso.

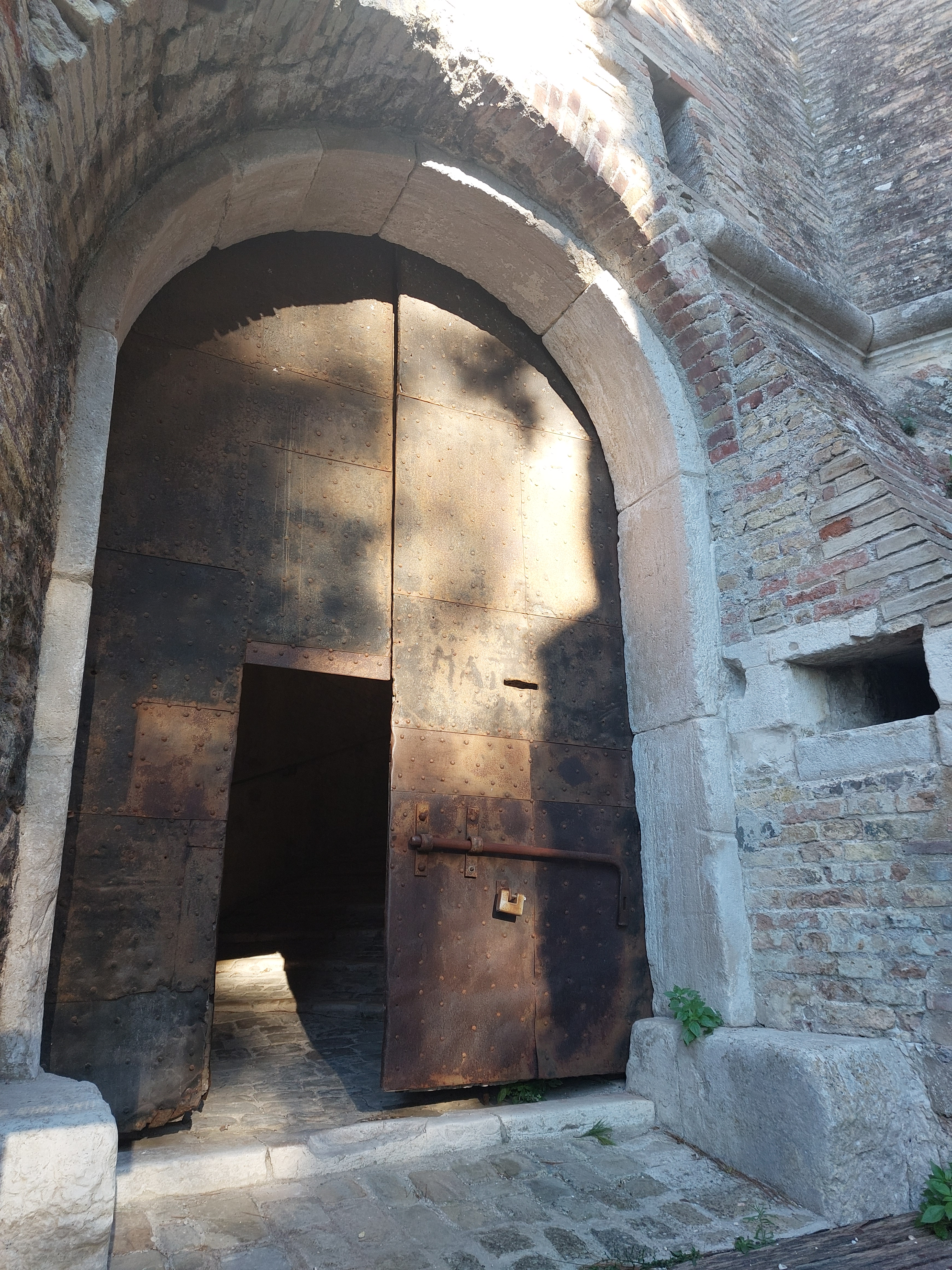
L'ingresso restaurato e, sulla destra, la feritoia che lo difendeva

### Sede del Segretariato permanente dell'Iniziativa Adriatico Ionica
Il 19 giugno 2008 la Fortezza di Ancona è divenuta sede del Segretariato permanente dell'Iniziativa Adriatico Ionica, emanazione del Ministero degli Esteri
ed organizzazione internazionale che promuove la collaborazione tra Italia, Slovenia, Croazia, Montenegro, Serbia, Albania, Bosnia ed Erzegovina, Macedonia del Nord, San Marino e Grecia, al fine di favorire il processo di integrazione nell'Unione Europea dei paesi membri.
Dovendo diventare sede di un tale organismo, un settore della Cittadella è stato oggetto di un restauro importante, che ha interessato parte del bastione della Guardia, compresa la galleria d'ingresso. È stato finalmente restaurato, inoltre, il pluricentenario argano in legno che serviva per alzare il ponte levatoio.

### Restauro
Nel 2018, a dieci anni dall'insediamento della sede del segretariato dell'Iniziativa Adriatico Ionica nella parte restaurata del Bastione della Guardia, tutto il resto della Cittadella versava in uno stato di degrado che avanzava progressivamente. Ciò portò la sindaca della città Valeria Mancinelli a firmare un'ordinanza con la quale dichiarò inagibile tutto il complesso, tranne la piccola parte sulla quale si era già intervenuti. Furono installate anche delle reti paramassi, per impedire che eventuali crolli delle mura potessero provocare danni nelle strade sottostanti.
Nel luglio del 2020, il presidente della Regione Marche Luca Ceriscioli dichiarò che la Regione si sarebbe fatta carico del "recupero e riqualificazione del complesso della Cittadella di Ancona", compreso il "complesso e affascinante reticolo di cunicoli sotterranei", in base a quanto previsto dal Piano Operativo “Cultura Turismo” gestito dal Ministero dei Beni Culturali. Per il primo lotto era previsto un finanziamento di tre milioni di euro; esso avrebbe dovuto comprendere il restauro del Bastione della Campana, del Bastione Gregoriano, del marciaronda e della Torraccia; le tappe sarebbero dovute essere queste: procedure di gara avviate entro il 30 giugno 2021, progettazione entro il 2020 e termine lavori entro il 2023. 
Solo nel marzo del 2023, con la giunta regionale presieduta da Francesco Acquaroli, sono però iniziati i lavori di restauro e di consolidamento delle mura esterne, nel 2025 in avanzata fase di realizzazione. Il finanziamento statale è di circa quattro milioni di euro, e quello messo a disposizione della giunta regionale è di ulteriori tre milioni di euro. Ciò consentirà di restaurare anche alcuni edifici, diversi cunicoli e tutte le mura di cinta; ulteriori lavori interessanno successivamente l'intero complesso monumentale. Da varie parti, in occasione dell'inizio dei lavori di restauro, si è chiesto rispetto per il patrimonio arboreo nel quale il monumento è inserito, che nei progetti di restauro non è considerato un valore da tutelare, nonostante la sua importanza per l'ambiente urbano e per l'estetica del monumento.
Immagini di settori già restaurati

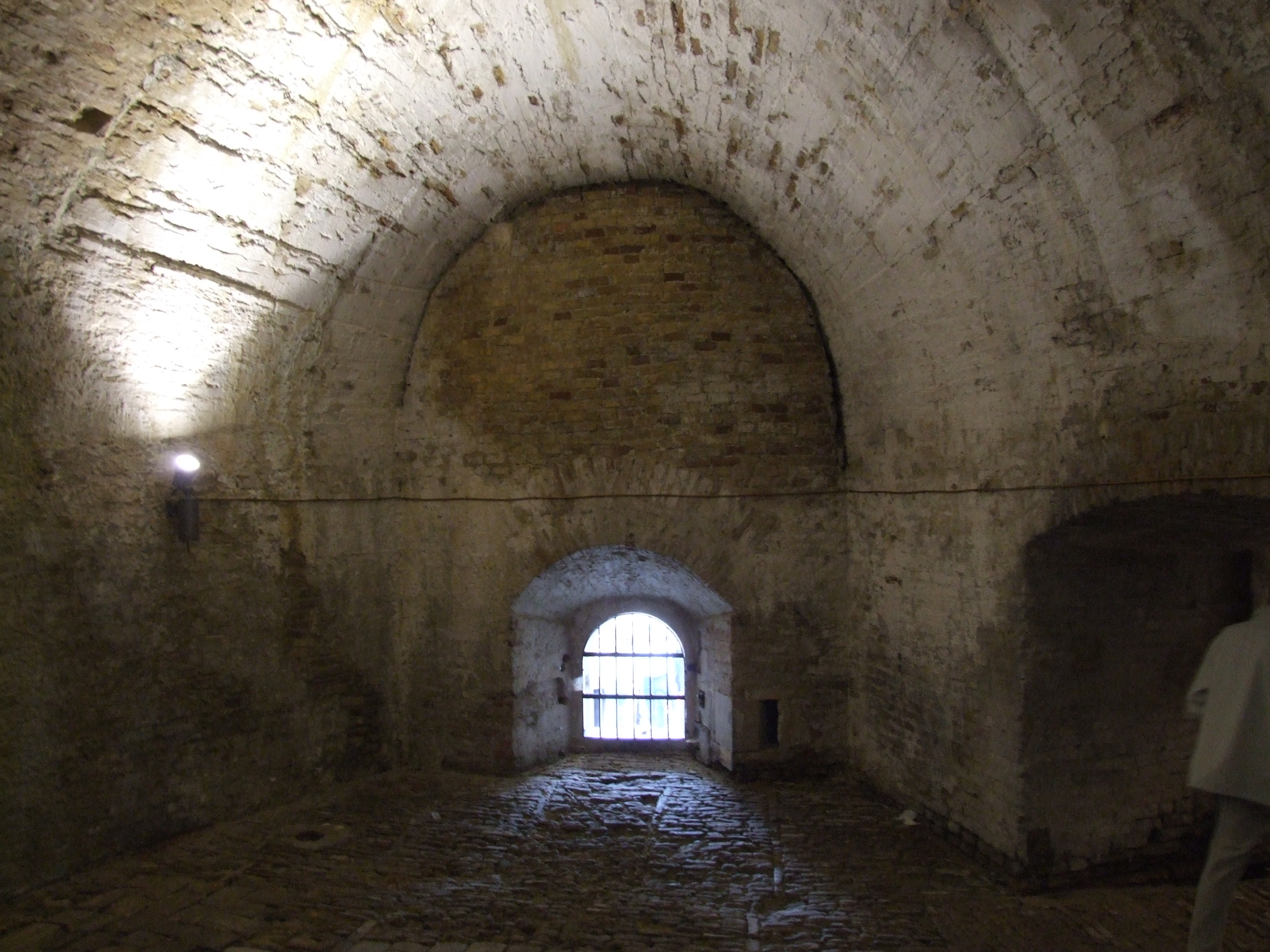
Casamatta a protezione dell'ingresso
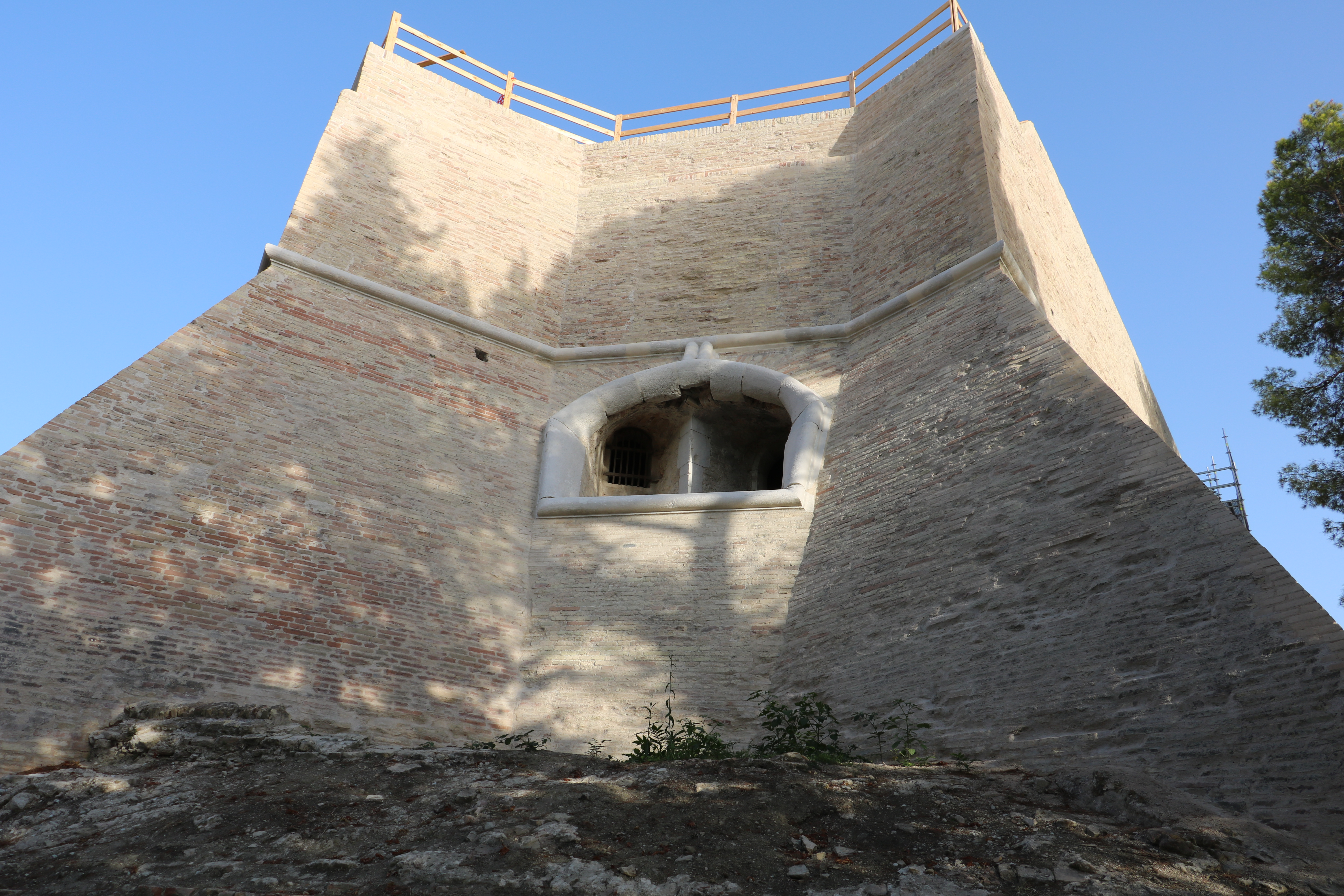
Bastione della Campana dopo il restauro: doppio saliente con doppia troniera diretta verso il porto
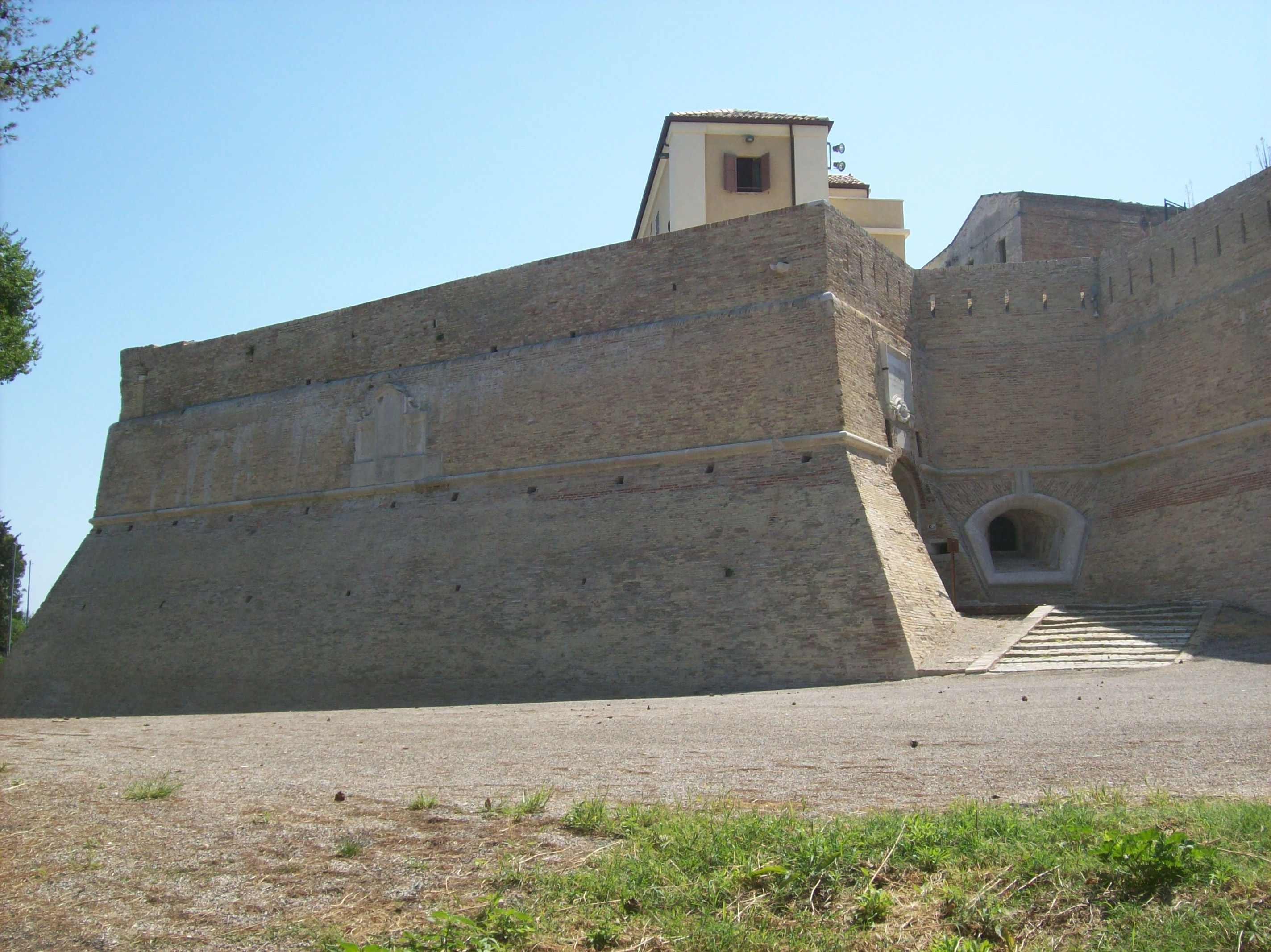
Faccia occidentale del Bastione della Guardia e una delle due cannoniere a protezione dell'ingresso
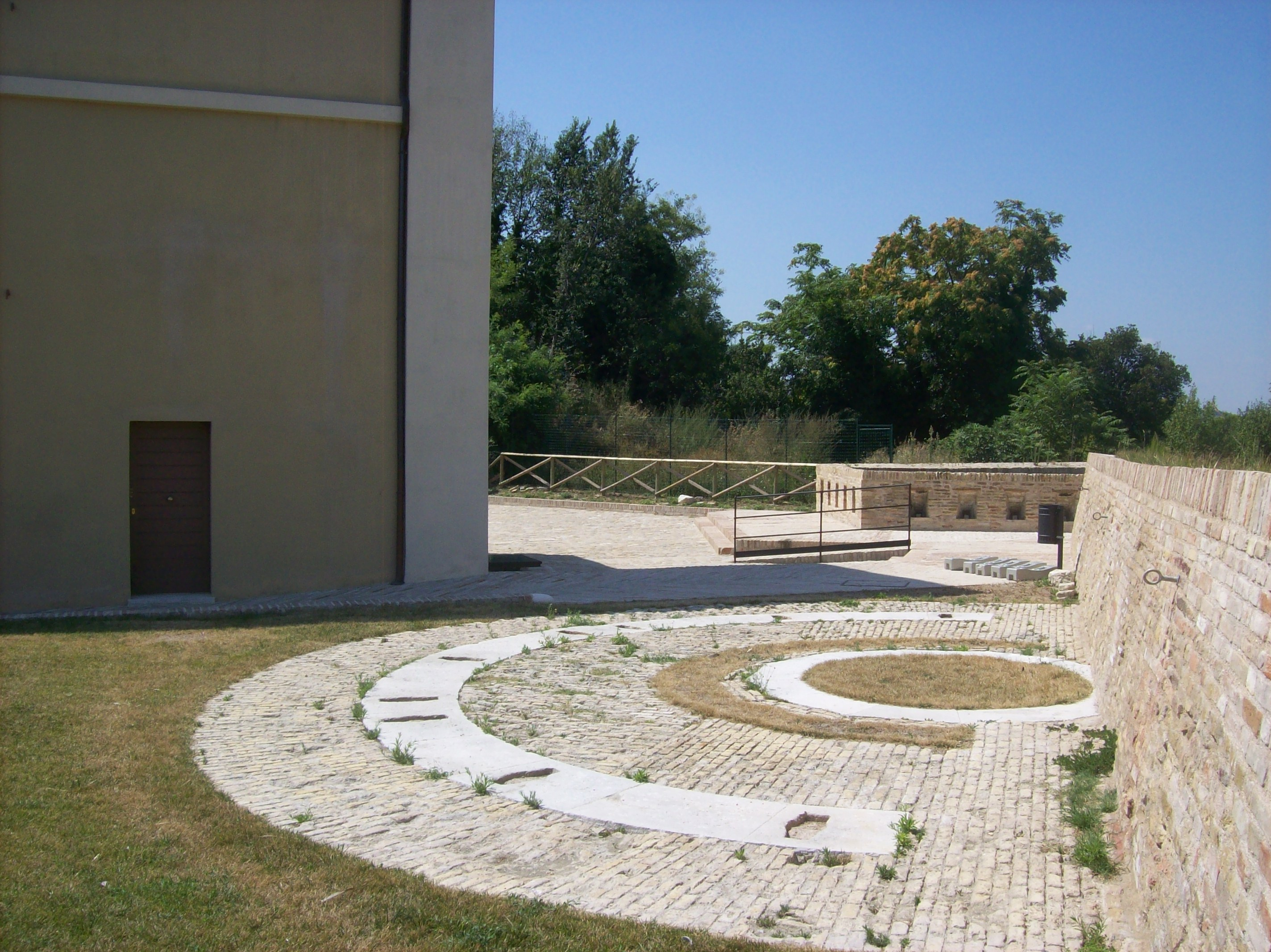
Batteria in barbetta sul Bastione della Guardia
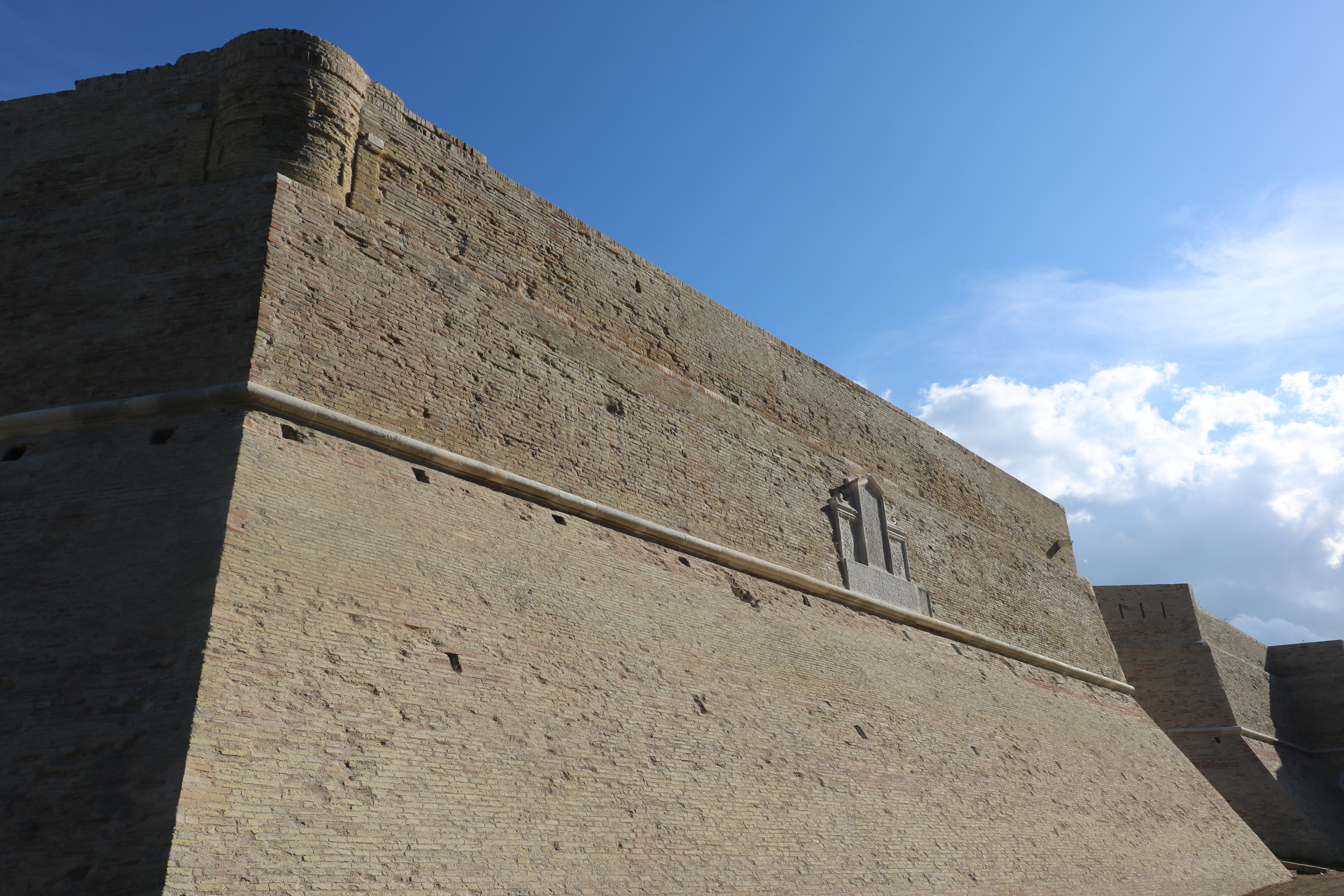
Bastione della Guardia - faccia occidentale